# Ornament

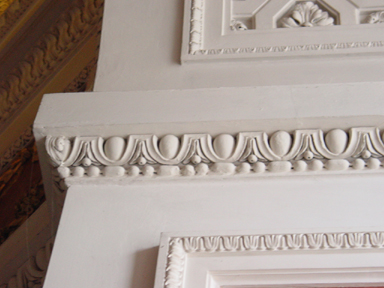
Eierstab-Ornament an einem Fries der Nikolaikirche Leipzig

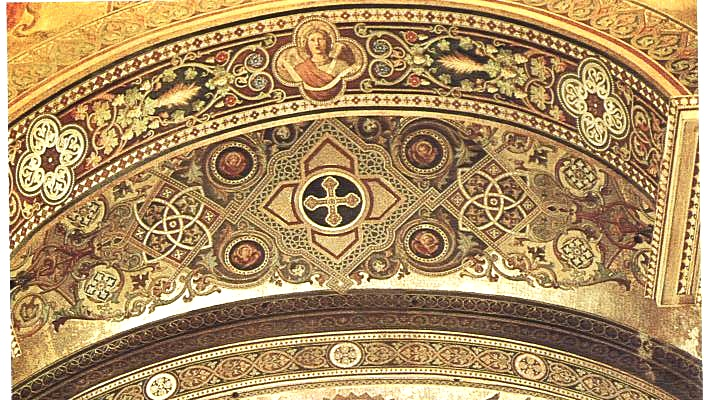
Aufwändige Ornamentmalereien im Speyerer Dom, gefertigt von Joseph Schwarzmann um 1850; zerstört 1960

Ein Ornament (von lat. ornare „schmücken, zieren, ordnen, rüsten“) ist ein sich meist wiederholendes, oft abstraktes oder abstrahiertes Muster, Schmuckelement oder -motiv mit für sich genommen symbolischer Funktion. Ornamente finden sich auf Stoffen, Bauwerken, Tapeten. Ornamente sind oft Bestandteil oder Motive in der dekorativen Kunst, beispielsweise im Kunsthandwerk.
Die im Zusammenhang verwendeten Ornamente werden zusammenfassend als Dekoration, Verzierung, Schmuck, Ornamentierung oder Ornamentation bezeichnet.
Jedes Ornament weicht formal deutlich vom Hintergrundmuster ab und wird häufig farblich oder durch Erhebung abgegrenzt. Bereits in der Steinzeit finden sich Keramikgefäße, die mit Ornamenten verziert sind. Ornamente können gegenständlich aus Blumen- oder Fantasiemustern gebildet werden. Blumen und Blätterornamente sind häufig in Kirchen, Kathedralen, Kreuzgängen und anderen Bauwerken an Säulen oder Erkern sowie an Decken (Stuck) oder Hauseingängen. Ornamente können auch abstrakte Formen, etwa traditionelle Clan-Muster oder Stammeszeichen, enthalten, um die Zugehörigkeit des Trägers zu verdeutlichen. Besonders häufig kommen sie in der islamischen Kunst (wegen des dortigen Bilderverbots) als Arabeske vor.
Als Ornamentik bezeichnet man die Gesamtheit der Ornamente im Hinblick auf ihre innerhalb einer bestimmten Stilepoche oder für einen bestimmten Kunstgegenstand typischen Formen sowie auch die Verzierungskunst. Die Ornamentik der klassischen Säulenarchitekturen nimmt dabei eine Sonderstellung ein, da sie in der Regel einer tektonischen Logik folgt. Die einzelnen Ornamente werden dabei als Reminiszenzen konstruktiver Elemente der frühen griechischen Holzarchitektur verstanden. Der angemessene Einsatz der einzelnen Ornamente ist somit kanonischen Bindungen unterworfen und ist ein bestimmendes Thema der frühneuzeitlichen Architekturtheorie.

## Einführung
Ornamente grenzen sich von Bildern im klassischen Sinne dadurch ab, dass ihre narrative Funktion gegenüber der schmückenden in den Hintergrund tritt. Sie bauen weder zeitlich noch in der räumlichen Tiefe eine Illusion auf. Ornamente erzählen keine kontinuierliche Handlung und sind auf die Fläche beschränkt. Trotzdem können Ornamente naturalistisch und plastisch ausgeprägt sein oder einzelne Gegenstände wie Vasen werden ornamental verwendet, wenn sie als Hauptfunktion verzieren.
Gegenständliche und plastische Ornamente stehen den abstrakten oder stilisierten gegenüber. Die Stilisierung kann einzelne Elemente oder Formen betreffen oder wie in der Arabeske die Bewegungsführung. Je abstrakter ein Ornament ist, desto stärker erscheint der Grund als eigenständiges Muster. Neben ihrem Abstraktionsgrad unterscheiden sich Ornamente in ihrem Verhältnis zum Träger. Ornamente können akzentuieren (Rosetten), gliedern (Bänder, Leisten in der Architektur), füllen und rahmen. Der Träger kann das Ornament bestimmen oder umgekehrt vom Ornament beherrscht werden. Intensität und Dichte entscheiden zudem über die Beziehung zum Träger.
Ornamente werden nicht nur als Kunstgattung untersucht, sondern auch in ihrer stilgeschichtlichen Entwicklung und im Rahmen der menschlichen Wahrnehmung. Diese letztgenannte Herangehensweise versucht, dem Studium der Ornamentik Erkenntnisse der Psychologie zugrunde zu legen. Die Faszination des Menschen an einfachen geometrischen Elementarformen wird erklärt mit der Notwendigkeit, aus der Vielzahl der chaotischen Bildreize auszuwählen. Um ästhetisch zu erscheinen, müssen Ornamente nach diesem Ansatz außerdem eine gewisse Komplexität mitbringen. Ansonsten werden sie als erwartungskonform aussortiert.
Die Stilgeschichte des Ornaments beschäftigt sich mit der zeitlichen Entwicklung verzierender Motive und ihrer Ausgestaltung und wurde von Alois Riegl Ende des 19. Jahrhunderts begründet. Wenn eine andere Kultur ein Motiv übernimmt, so dass es seine ursprüngliche Bedeutung verliert oder verändert, oder wenn Trägermedium oder Fertigungstechnik wechseln, etwa durch massenhafte und automatisierte Produktion, entwickeln sich Motive weiter. Verschiedene Kulturen oder örtliche Strömungen stehen in einem Wechselspiel und beeinflussen sich gegenseitig. Manchmal sind bestimmte Ausprägungen eines Ornaments so typisch für eine Epoche, einen Ort oder einen einzelnen Künstler, dass sie zur Bestimmung der Herkunft herangezogen werden.
Die Diskussion um Ornamente wurde immer wieder bestimmt durch das Prinzip des Decorum, das angewendet auf die Ornamentik aussagt, ob etwa der Ort oder die Ausgestaltung passen. Dazu gehört, ob ein Ornament als kitschig oder überladen aufgefasst wird. Was eine Gesellschaft als passend empfindet, hängt stark von ihren Normen ab. Da Verzierungen den vielleicht geringen Wert oder die Funktionalität ihres Trägers überdecken können, wurde in der Geschichte im Namen natürlicher Schönheit und Anmut häufig eine nüchterne, sozusagen klassische Ornamentik gefordert.
Neben der Kunst tritt das Ornament in der Musik als eventuell frei improvisierte Verzierung auf oder in der Rhetorik, wo darunter eine übertrieben bildhafte oder rhythmische Sprache verstanden wird. Darüber hinaus tauchen ornamentale Elemente in der klassischen Malerei auf, etwa im rhythmischen Faltenwurf von Stoff oder in der gewundenen Darstellung von Figuren.

## Epochenüberblick

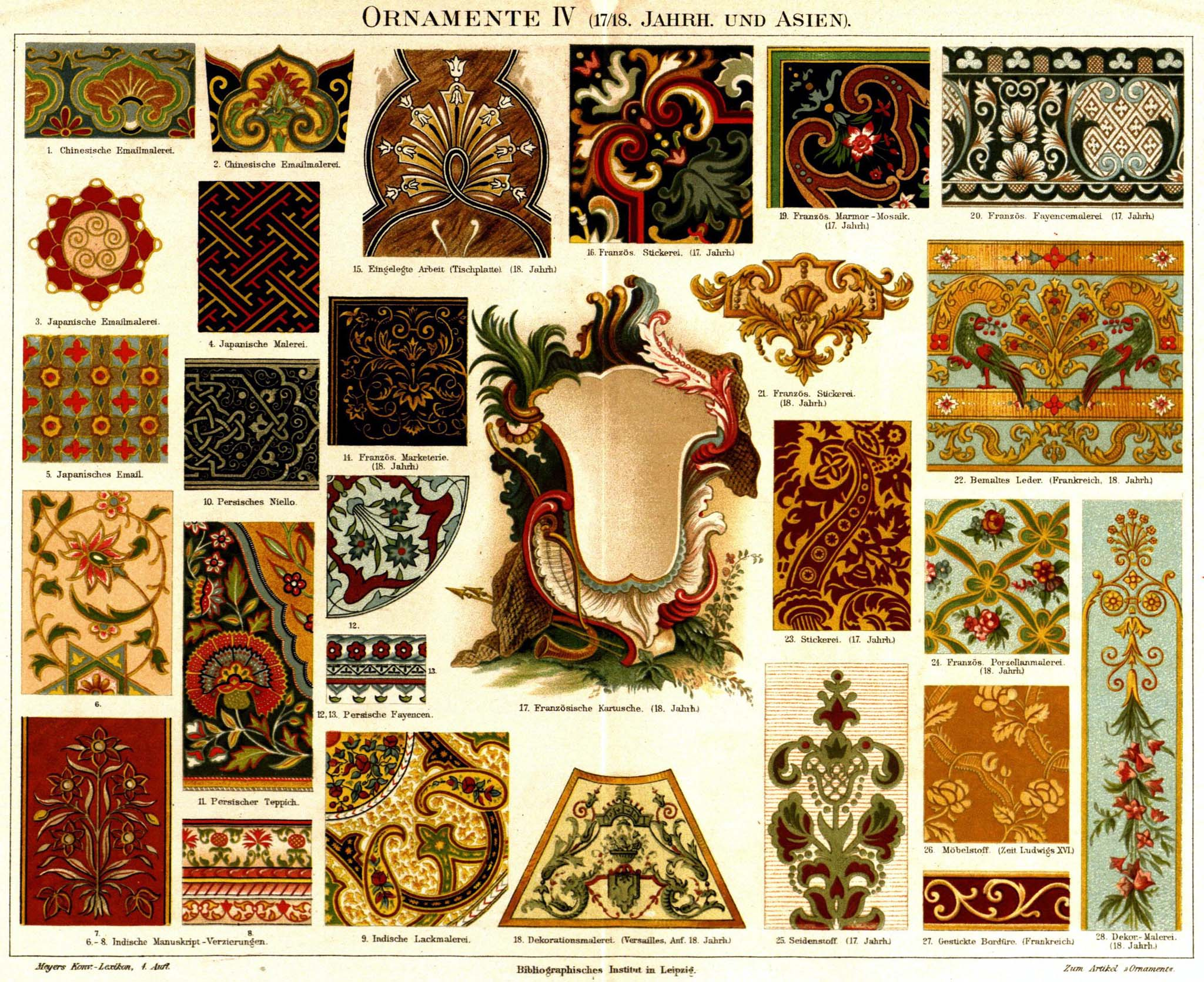
Ornament aus dem 16. und 17. Jahrhundert

### Altertum

#### Alter Orient
Im Nahen Osten reichen einfache geometrische Verzierungen bis zu 10.000 Jahre zurück, erhalten auf Werkzeugen, Tongefäßen oder Höhlenwänden. Palmette und Rosette, Spiral- und Linienmuster werden schon mehrere Jahrtausende v. Chr. zur Verzierung verwendet. Zwei in Altägypten weit verbreitete Pflanzenmotive sind der Lotus in seinen Ausprägungen als Blatt, Knospe oder als Blüte und der Papyrus als Blüte. Daneben umfasst die ornamentale Motivik in Altägypten auch Tiere (wie Bukranien), Menschen, Schriftzeichen und geometrische Muster. Die Motive werden gereiht, alterniert oder mit Linien (wie Spirallinien) verbunden. Zu weiteren Motiven, die schon vor der klassischen Antike Verbreitung finden, gehören Pinienzapfen und Granatäpfel. Die Triplespirale und die Triskele sind Motive der Vorzeit. Das Wirbelrad eine Abwandlung des Swastika kommt später hinzu.
In der Architektur werden Ornamente meist verwendet, um einzelne Bauglieder zu kennzeichnen oder Flächen zu rahmen. Geometrische Muster können aber auch flächig oder in Registern angeordnet ganze Fassaden überziehen. Besonders reiche Dekorationen finden sich in der phrygischen Baukunst, insbesondere bei den Felsfassaden der Midasstadt. Einflüsse altorientalischer Ornamentik finden sich u. a. in der griechischen Kunst und Architektur wieder.

#### Klassische Antike
Im antiken Griechenland werden insbesondere für den Tempelbau zahlreiche neue Bauformen geschaffen und den bei Vitruv beschriebenen Säulenordnungen zugewiesen. Besondere Aufmerksamkeit gilt dabei der Gestaltung der Kapitelle. Bildliche Darstellungen finden sich, meist als Relief, insbesondere in Friesen oder Tempelgiebeln.
Relativ früh kommt das Efeublatt, später das Akanthusblatt als Ornament auf, Letzteres insbesondere am korinthischen Kapitell. Daneben entwickeln sich vielseitiger einsetzbare Ornamente, wie Rankwerke und Palmetten, zu ihren klassischen Formen. Es entstehen Ausprägungen wie Halbpalmette und umschriebene Palmette, sowie als verbindendes Element die freie Wellenranke, die sich später räumlich entfaltet. In allen Kunstgattungen besonders verbreitet findet sich der Mäander in seinen verschiedenen Varianten.
Im Gegensatz zur altägyptischen Ornamentik werden die Motive nicht nur streng rechtwinklig geordnet, sondern können – beispielsweise an Giebeln – auch diagonal verlaufen. Ornamente werden in ihrem Verhältnis zum Inhalt gesehen, beispielsweise als Rahmen für Darstellungen auf Vasen.
Im Hellenismus und der römischen Antike zeigen sich v. a. im Westen räumlich-naturalistische Tendenzen in der Ornamentik; es häufen sich Menschen- und Tierdarstellungen (Putten, Phantasiewesen oder Vögel). Die Spätantike führt einerseits zu einer weiteren Naturalisierung und üppigen Flächenfüllung, was v. a. der Darstellung von Reichtum dienen soll. Jedoch werden die Motive oft relativ frei, fast stilisiert verwendet. Beispielsweise kommt das unfreie Akanthusblatt auf, dessen verbindende Ranke sich an seiner Spitze fortsetzt. Besonders im Osten entwickelt sich ein eher abstrakter Stil. Weitere für die römische Antike typische Motive sind Lorbeer, Weintrauben und -blätter. Die Säule verliert ihre ausschließlich lasttragende Funktion und wird ornamental eingesetzt.

### Mittelalter
Die Karolingische Kunst übernahm um 800 aus der nur wenige Jahrhunderte zurückliegenden Spätantike die Palmette und den Akanthus. Daneben hielt sich der aus keltischer und germanischer Tradition stammende Tier- und Flechtbanddekor. Beide Einflüsse waren noch in der Romanik wirksam. Das Blattwerk des Kapitellschmucks bediente sich des mehr oder weniger klassischen Akanthus. Die Bauornamentik bevorzugte geometrische Formen, wie Zahnschnitt, Zackenband oder Rundbogenfries. In den Bordüren und Initialen der Buchmalerei sind überwiegend vegetabile, aus Palmette und Akanthus entwickelte Elemente anzutreffen, die aber – im Unterschied zur Gotik – noch durch Feldertrennungen und -rahmen begrenzt werden.
Gänzlich unabhängig von antiken Vorbildern entwickelt sich mit dem Maßwerk die wichtigste Ornamentgattung der Gotik. Entstanden als Architekturelement zur Gliederung und statischen Bewältigung großer Glasfensterflächen, verselbständigten sich diese in ihrer Linearität leicht übertragbaren Motive zu schmuckhaft angereicherten Dekorationselementen wie an geschnitzten Retabeln, vergoldeten Monstranzen oder gemalten Buchseiten. Die vertikale Gerichtetheit des Maßwerks findet eine Variante in den radial angeordneten Spitzbögen der Fensterrose. Im Gegensatz zu dieser geometrischen und abstrakten Charakteristik des Maßwerks steht in der Gotik eine fast naturalistische Pflanzenornamentik. Am Kapitell variiert sie zunächst und verdrängt dann den klassischen Akanthus, ersetzt ihn durch Weinlaub und das Blattwerk einheimischer Pflanzen. Typisch für das mitteleuropäische Laubwerkornament sind im 14. Jahrhundert gebuckelte Blätter und dann, im späten 15. Jahrhundert, distelartiges Rankenwerk. So, wie dessen Verschlingungen immer komplexer werden, nimmt auch das Maßwerk an Bewegtheit zu, die Spitzbögen werden flammenförmig („flamboyant“) gebogen, wie es auch der aus drei Fischblasen zusammengesetzte Dreischneuß zeigt.

Mittelalterliche Ornamentik
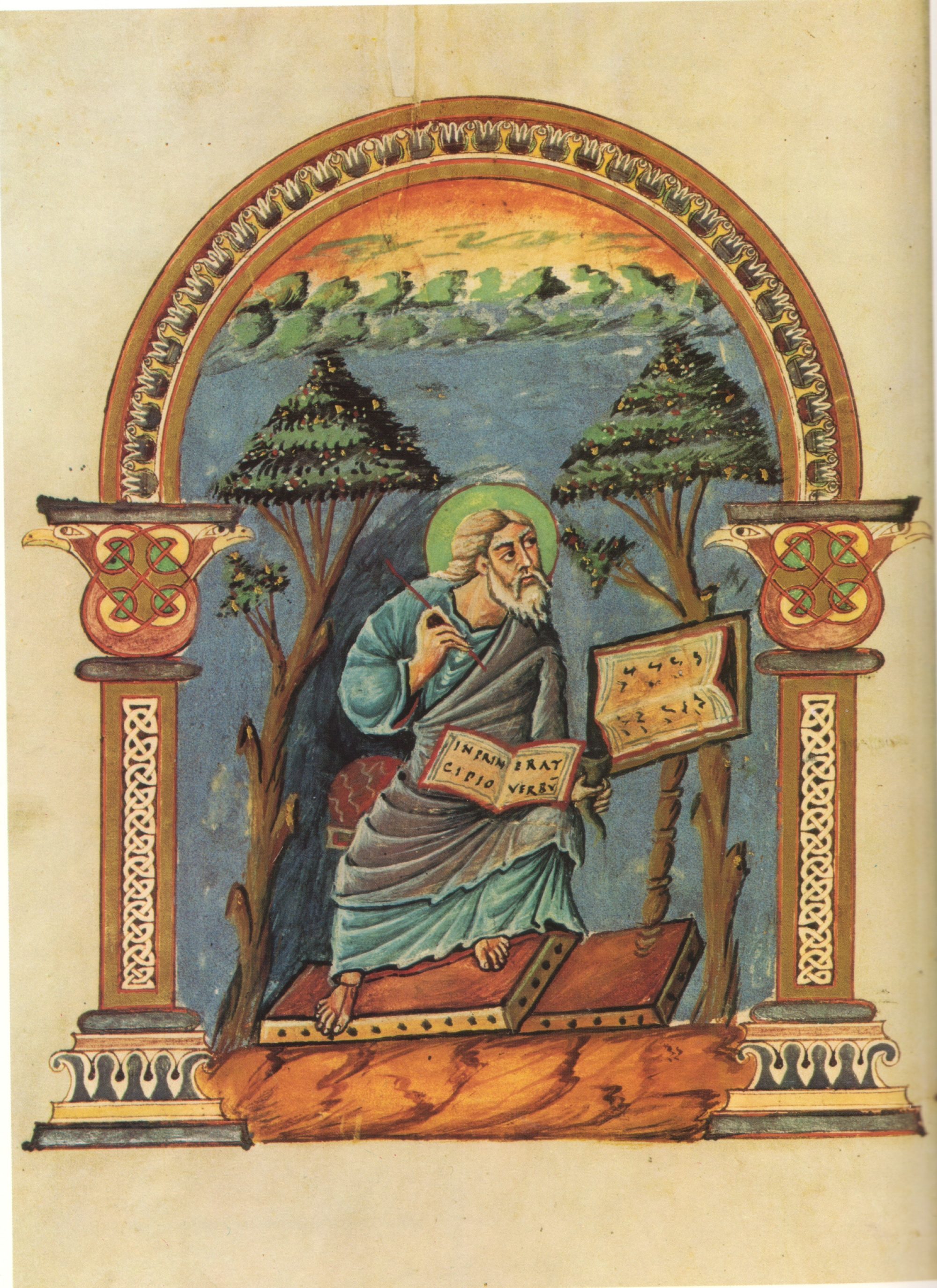
Evangelistenbild aus einer Handschrift des 9. Jahrhunderts: neben antikisierenden Palmetten (im Bogen) „germanische“ Bandornamente (an den Pfeilern).
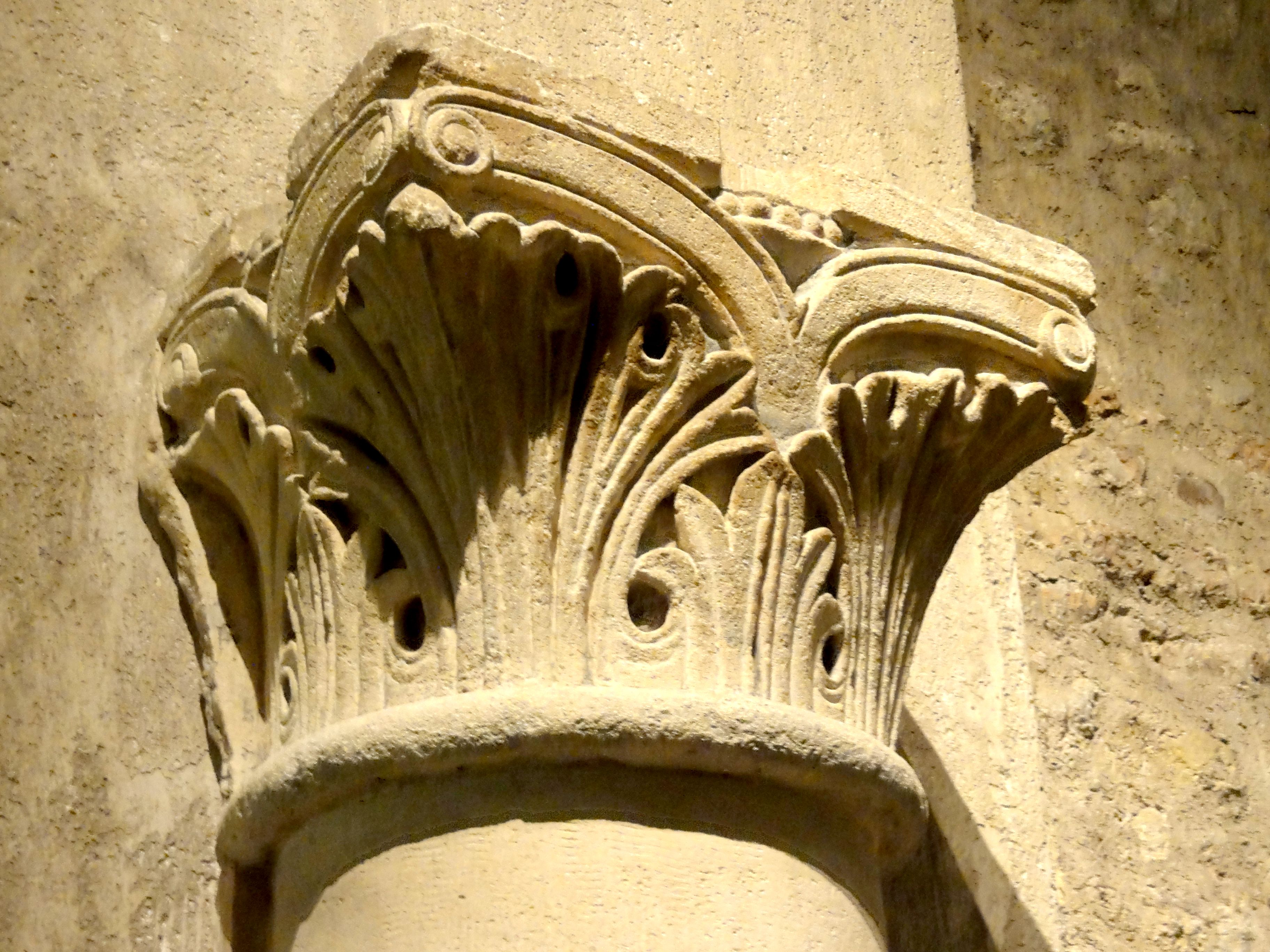
Akanthuskapitell aus Pringy, 12. Jahrhundert
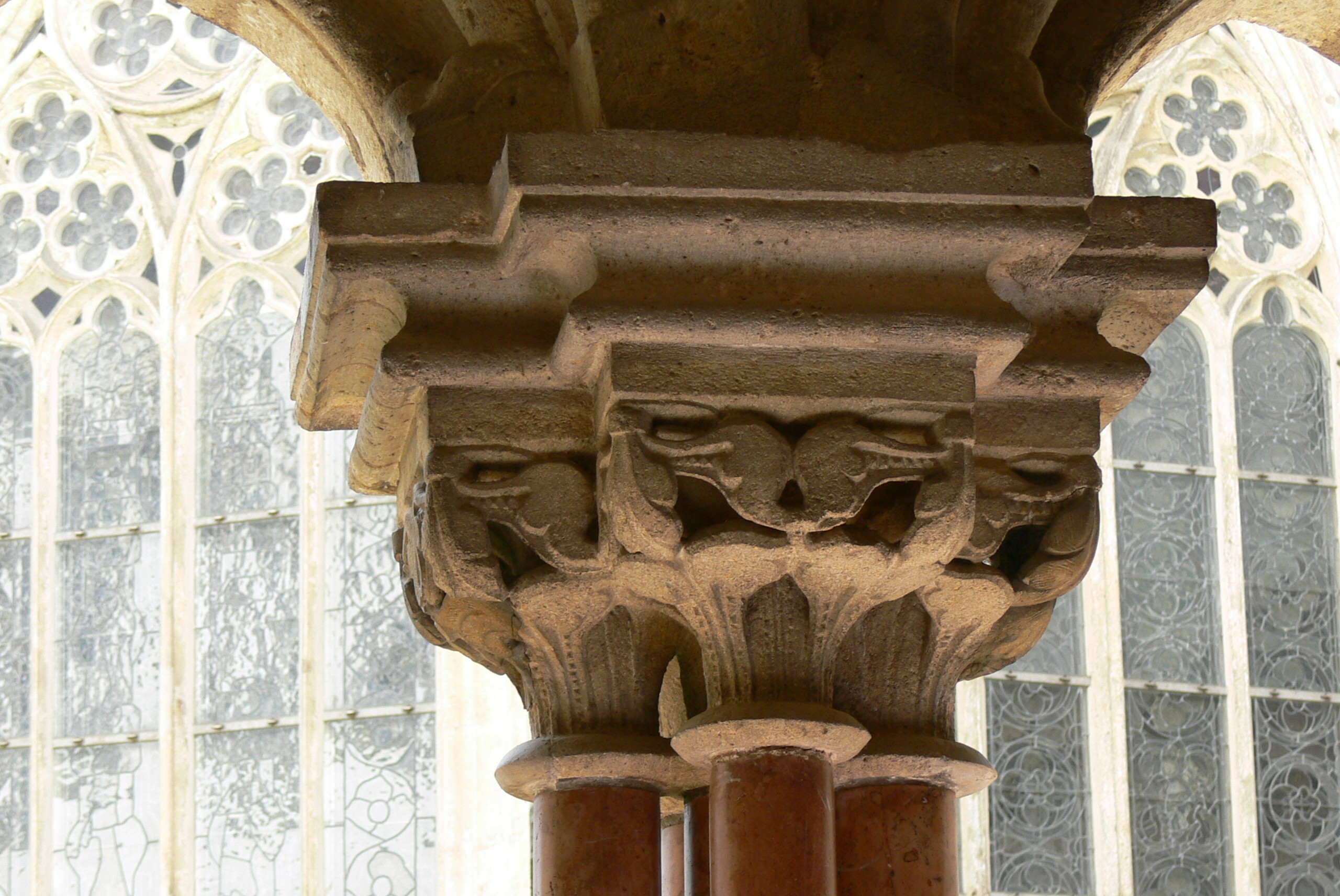
Frühgotisches Blattkapitell, Stift Heiligenkreuz, 13. Jahrhundert
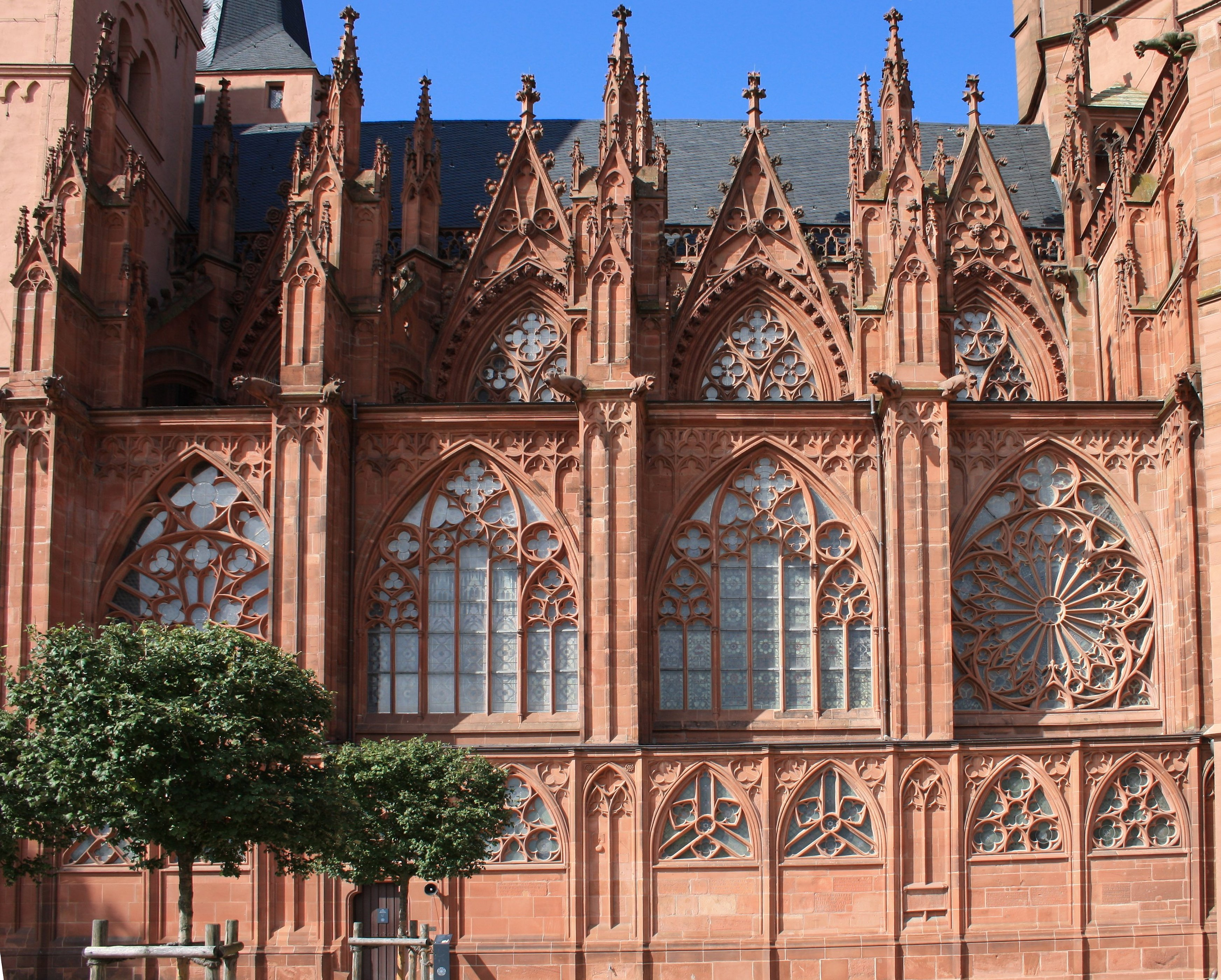
Maßwerk um 1332 an der Katharinenkirche, Oppenheim
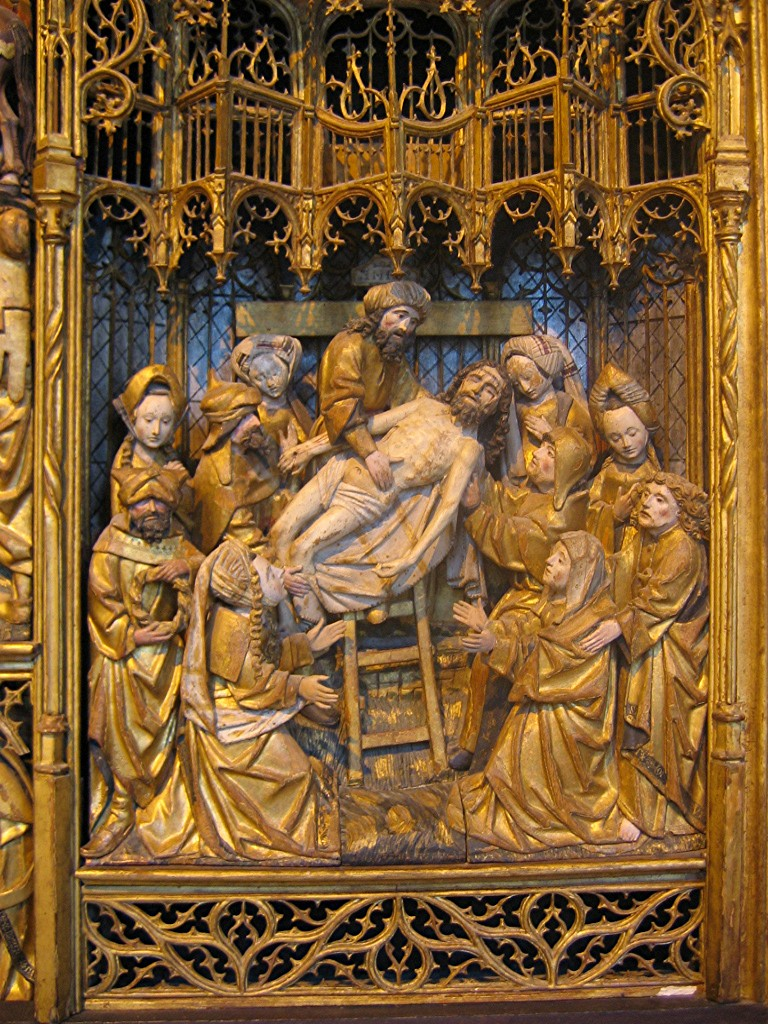
Flamboyantes Maßwerk aus einem Antwerpener Retabel in Dijon, um 1520.

### Architekturtheorie und Bauornamentik in der Renaissance
Mit der Wiederentdeckung der Schriften Vitruvs setzt im 15. Jahrhundert in Italien eine intensive Auseinandersetzung mit antiker Kunst und Architektur ein, deren Formen und Ornamentik bald die mittelalterlichen Formen verdrängt. Insbesondere der Bauschmuck römischer Ruinen wird von zeitgenössischen Architekten studiert, kopiert und in Traktaten verbreitet. Weitere Vorbilder für Kunst am Bau liefern römische Wandmalereien, insbesondere die Grotesken. Hilfreich für die Verbreitung der antiken Bauformen und Ornamentik ist der ebenfalls in dieser Zeit etablierte Buchdruck, dessen zunehmende Qualität ab dem frühen 16. Jahrhundert auch Illustrationen und (später auch farbige) Tafeln zulässt.
Im Zentrum der neuen architekturtheoretischen Diskurse stehen, neben den Säulenordnungen, auch allgemeine Entwurfs- und Gestaltungsprinzipien, die bald schon über die Vitruvschen Lehren hinausgehen. Für Leon Battista Alberti spielt das Ornament eine wichtige Rolle im Zusammenhang mit der Definition des Begriffes Schönheit (pulcritudo). Die Schönheit, so Alberti, ist ein idealer Zustand, in dem dem Gebäude nichts entfernt oder hinzugefügt werden kann, ohne dass die Schönheit dadurch gemindert würde. Da dieser Zustand in der Wirklichkeit nicht erreicht wird, wird das Ornament von außen auf das Gebäude aufgebracht, um die Vorzüge des Gebäudes zu unterstreichen und die Mängel zu verbergen (Alberti: de re aedificatoria, Venedig 1485, Buch VI, Kap. 2). Die wichtigste Anwendung dieses dualistischen Schemas von Schönheit und Ornament findet sich im Theatermotiv, das in der Renaissance zum wichtigsten Gliederungsschema für Gebäudeaufrisse wird.

### 16. und 17. Jahrhundert
Die als Vorlagen für Kunsthandwerker in Einzelblättern und in Buchform publizierten Ornamentstiche geben seit der frühen Neuzeit ein gutes Bild von der Entwicklung des Ornamentstils nördlich der Alpen. Stärker noch als im Mittelalter entstehen jetzt Ornamente als Umformungen und Nachbildungen antiker Elemente wie Palmetten, Festons, Vasen, Baluster, Kandelaber und andere Architekturelemente. Wichtigstes pflanzliches Motiv ist fortan der mehr oder weniger rankende, im Lauf der Zeit mal filigrane, mal dickblättrig flächendeckende Akanthus.
Auch die Arabeske erwacht in der Renaissance zu neuem Leben, aber anders als die folgenden Motive kennzeichnet sie keine zeitlich eng begrenzbare Dekorationsweise, sondern bleibt ein wiederholt in verschiedenen Stilen bis über die Barockzeit hinaus aufgegriffenes Motiv.
In der italienischen Renaissance erlebt die Groteske (Ornament) eine besondere Blüte, tritt aber auch später in ganz Europa als großflächige Wanddekoration gelegentlich noch auf. Auch die Maureske gehört in diese Epoche. Die von der Mitte des 16. bis zur Mitte des 17. Jahrhunderts vorherrschenden Variationen des Rollwerk-, Beschlagwerk- und Knorpelstils, sind teils zu den Grotesken zu rechnen, wenn sie ihren fragilen, gitterartig komponierten, schwebenden Charakter behalten, sich aber davon entfernen, wenn sie als Relief auftreten oder auch in der Fläche dreidimensionale Wirkungen anstreben. Im Einzelnen: Kennzeichen des Rollwerks (ab 1520) sind verschränkte und aufgerollte, durchgesteckte und mehrschichtige Bandformen, die besonders an Rahmungen und Kartuschen vorkommen. Abgeleitet davon, oft mit ihm auch kombiniert zeigt sich das Beschlagwerk (um 1550–1630) mit seinen wie aus Metall geometrisch geschnittenen und „genieteten“ Formen. Wo dieses Ornament zerfließt und in Bewegung kommt, im Schweifwerk (um 1580–1630), entstehen schwellende, in Voluten oder keulenartige Gebilde auslaufende Formen. Die Tendenz zum Amorphen dieses Ornamentstils wird noch gesteigert in den Varianten Knorpelwerk, Teigwerk und Ohrmuschelstil (1570–1660), die untereinander kaum abgrenzbare Übergänge zeigen und auch synonym gebraucht werden. In der zweiten Hälfte des 17. Jahrhunderts gewinnt das jetzt oft lückenlos die Flächen überziehende Akanthusblattwerk wieder die Oberhand.

Ornamente des 16. und 17. Jahrhunderts
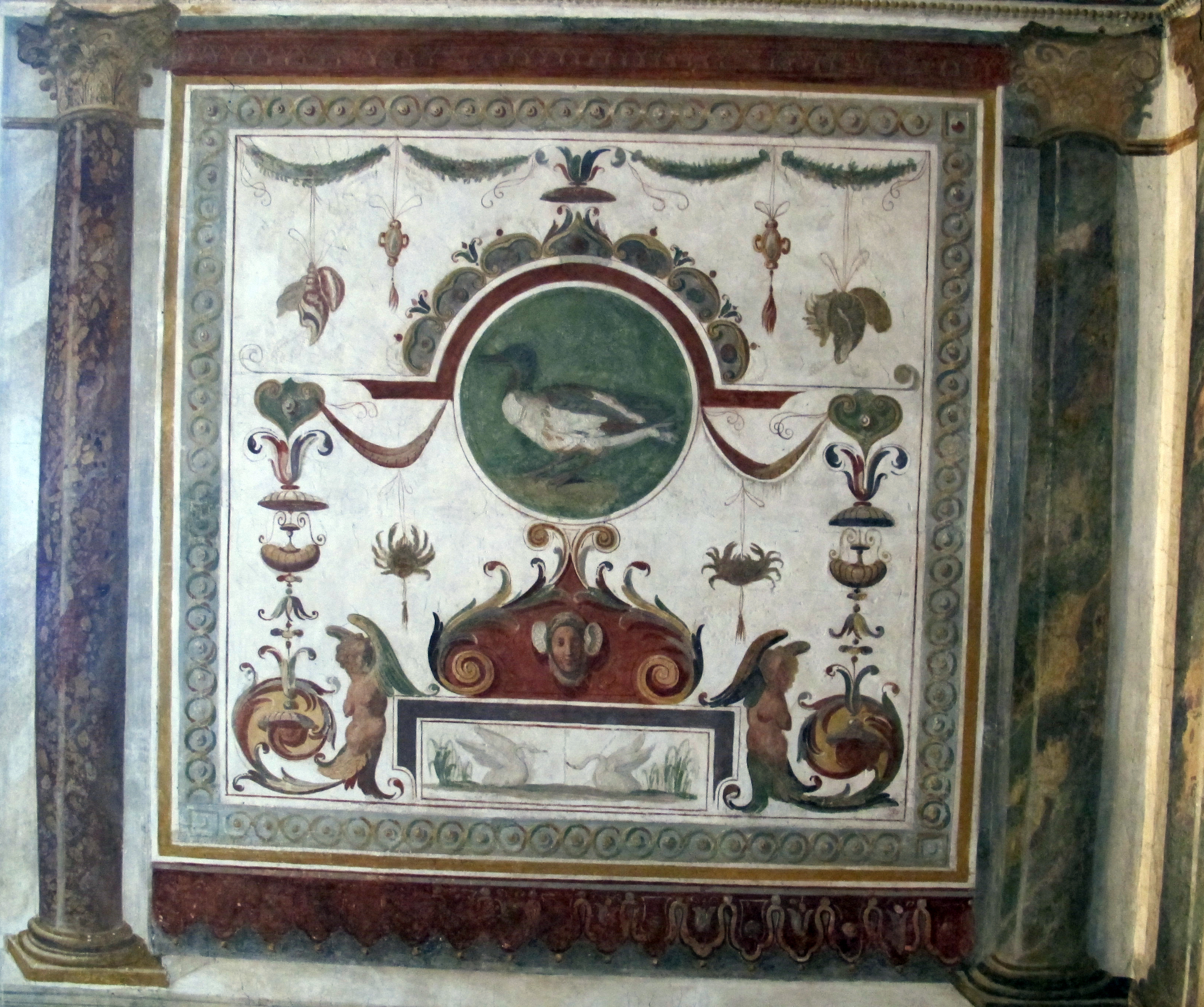
Grotesken Villa Medici, Studiolo, Fresken um 1577.
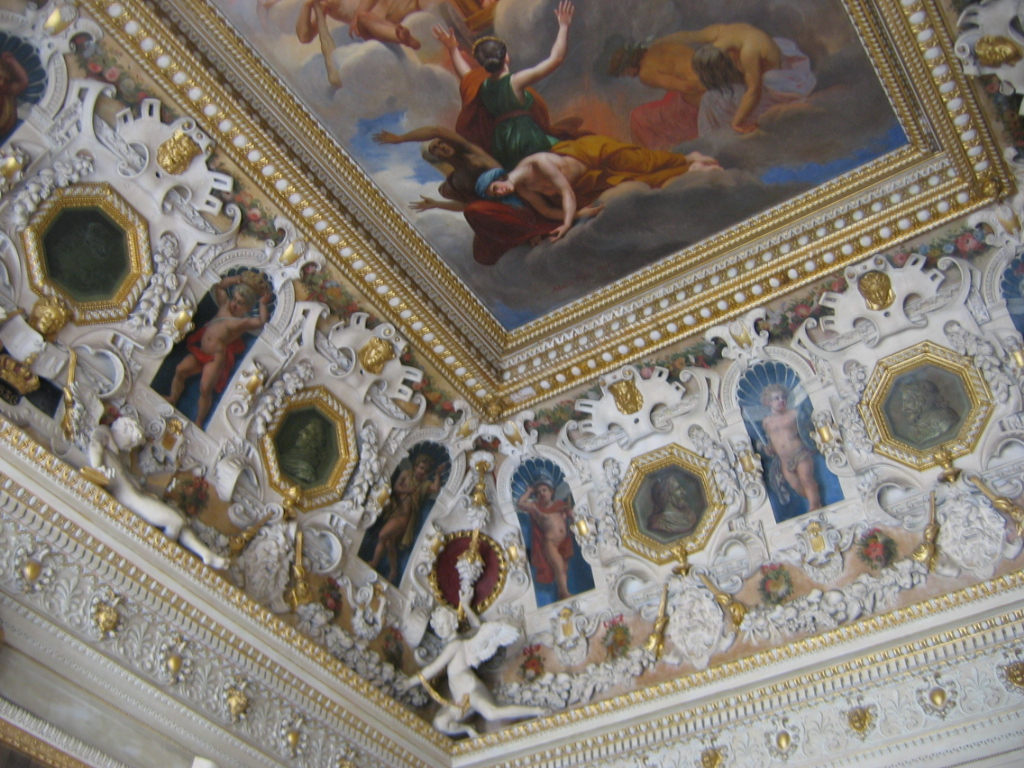
Rollwerk Fontainebleau, um 1530
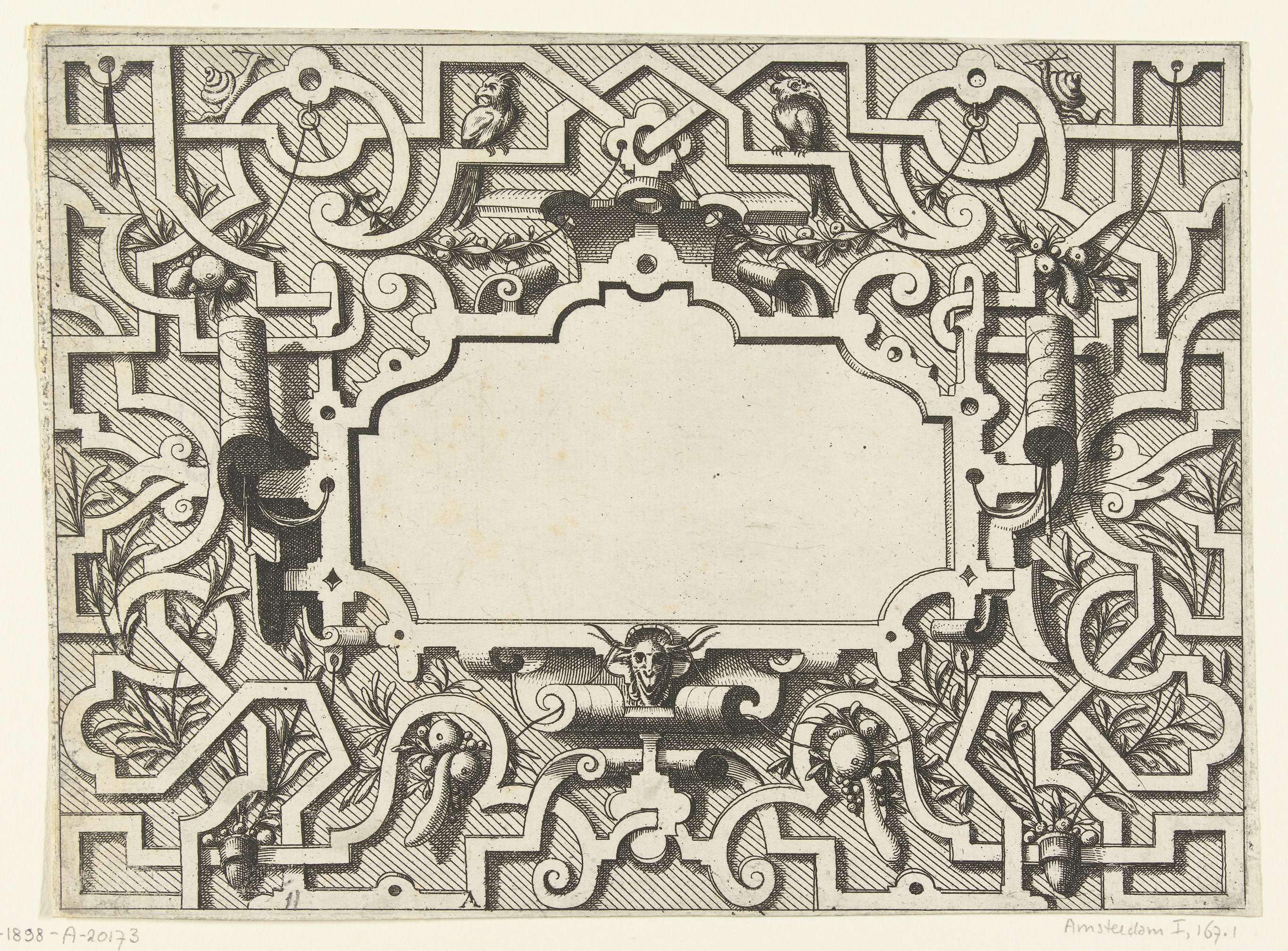
Mauresken. Vredeman de Vries, um 1560
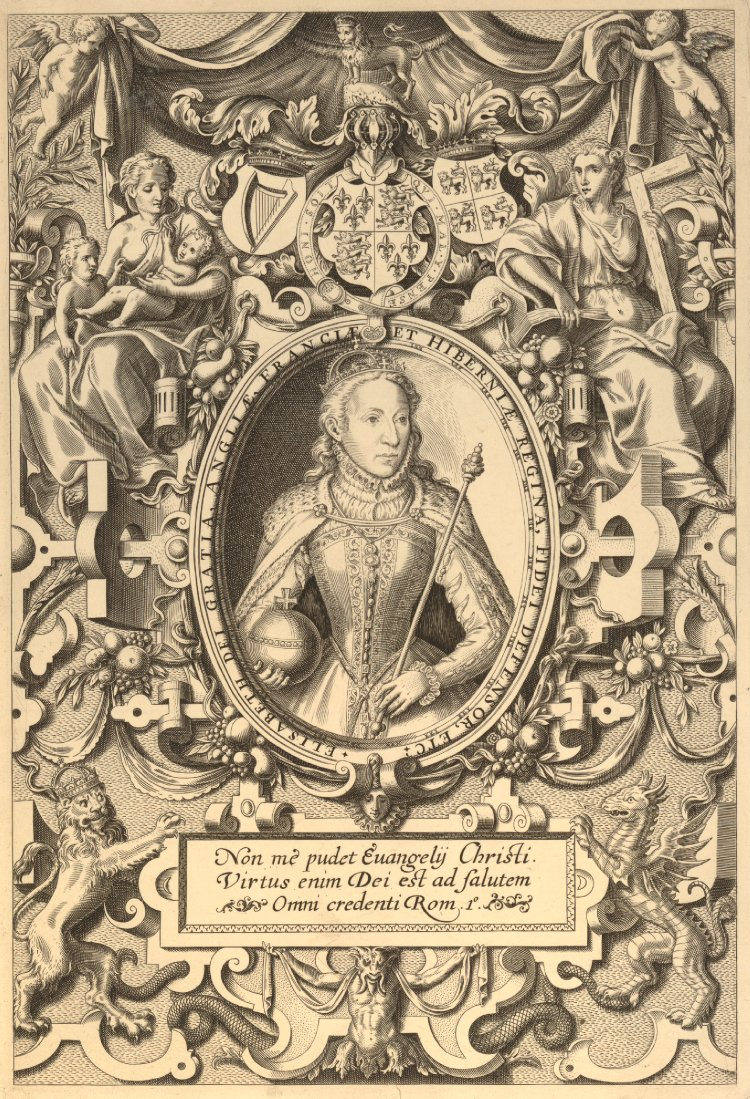
Beschlag- und Rollwerk Frontispiz, Bishops Bible, London 1568
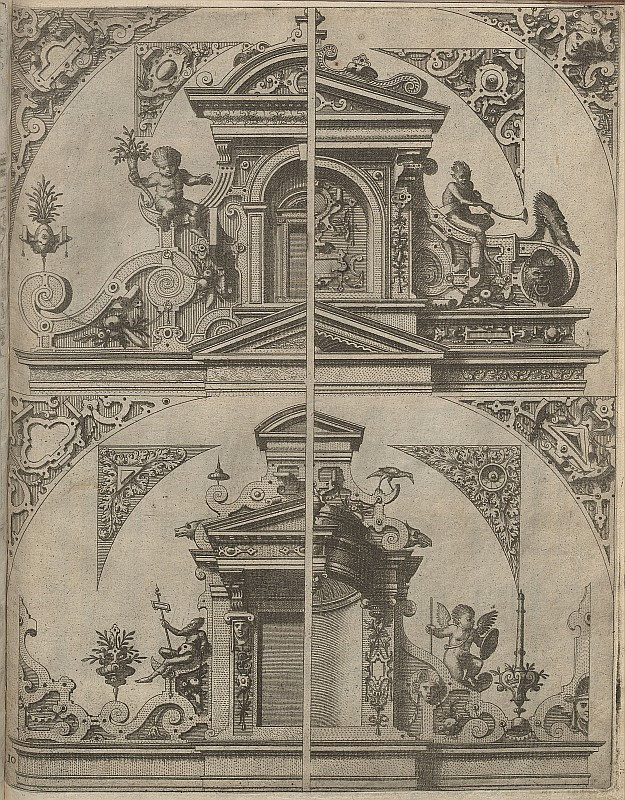
Beschlagwerk Hans Vredemann de Vries, Ornamentstich, 1581
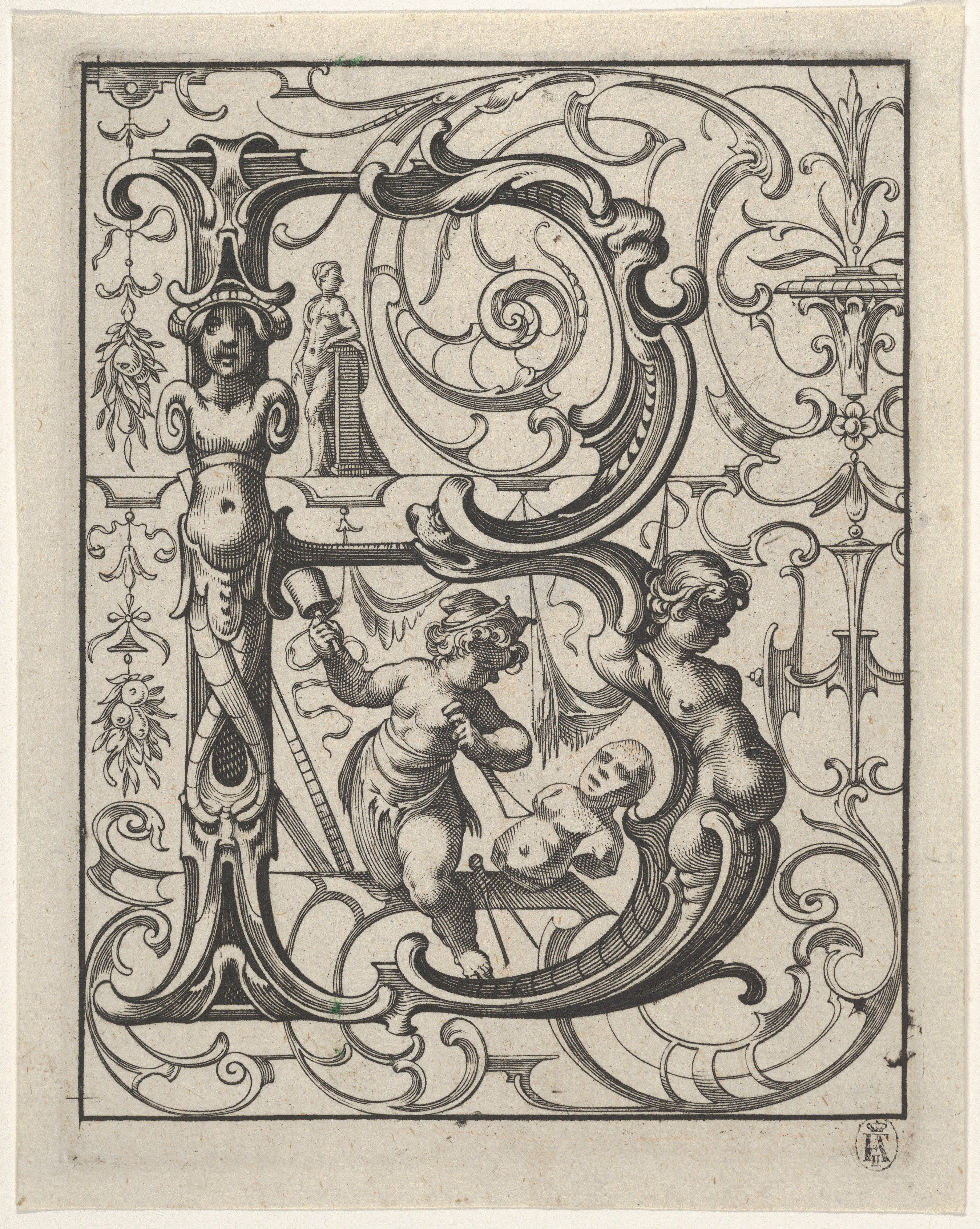
Schweifwerk Lucas Kilian: Neues ABC-Büchlein, 1627
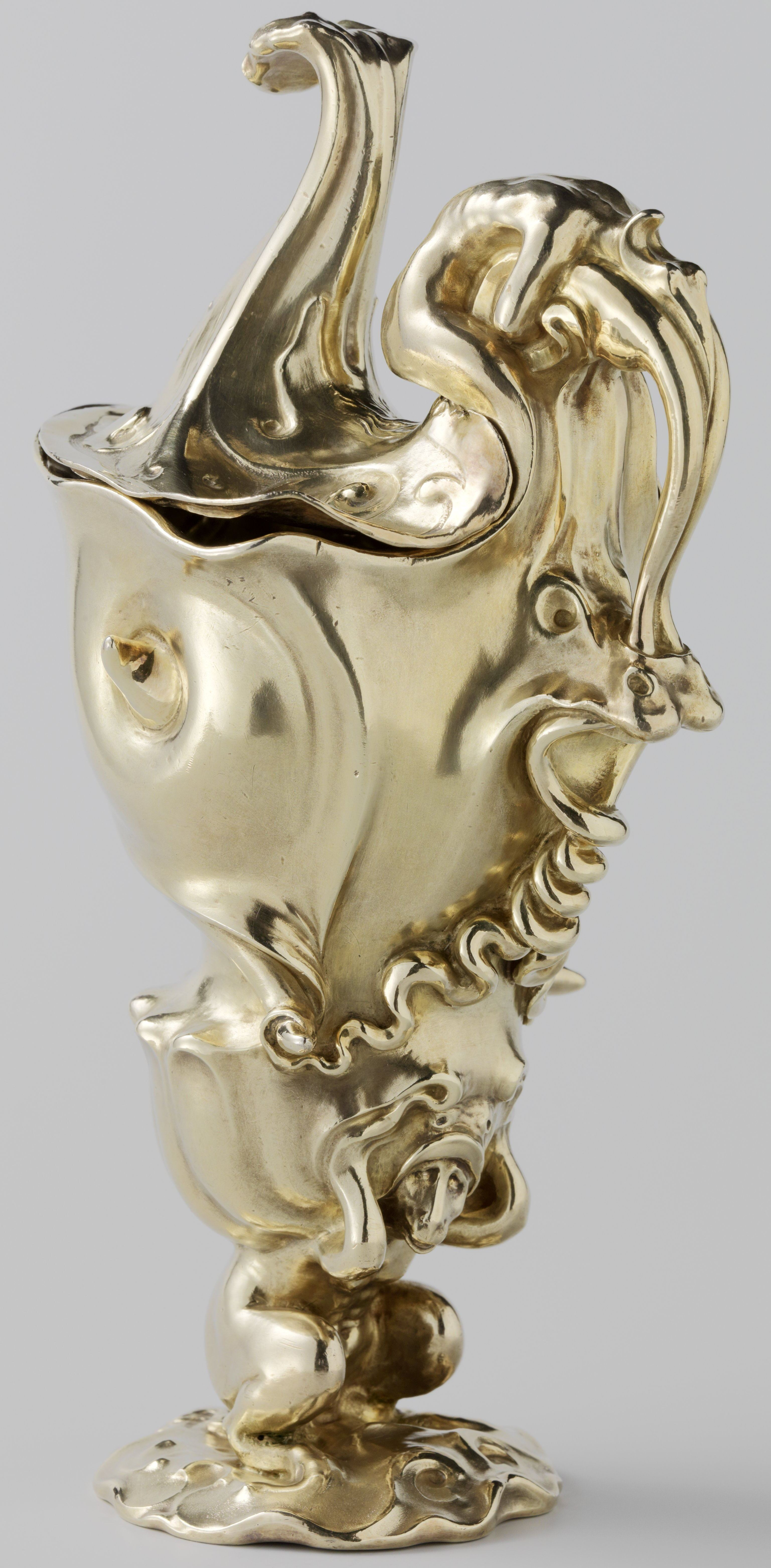
Knorpelwerk Silbergefäß, Adam van Vianen, 1614
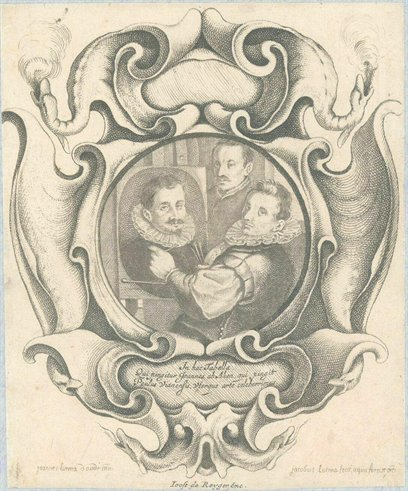
Teigwerkkartusche Hans von Aachen malt Paulus van Vianen mit Adriaen de Vries im Hintergrund. Kupferstich, um 1630–1650
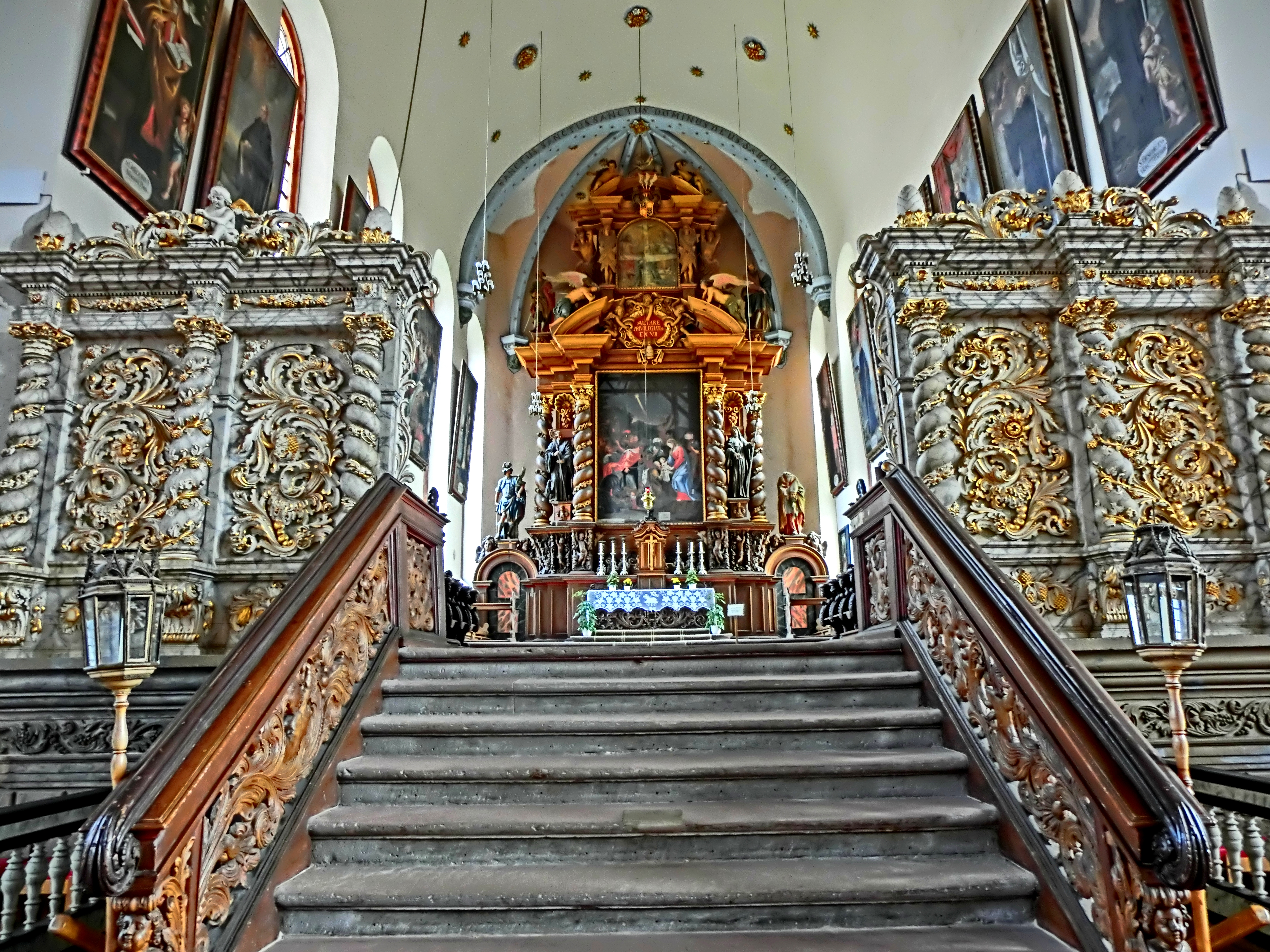
Geschnitztes Akanthusornament, Kloster Lamspringe, 1690

### 18. Jahrhundert

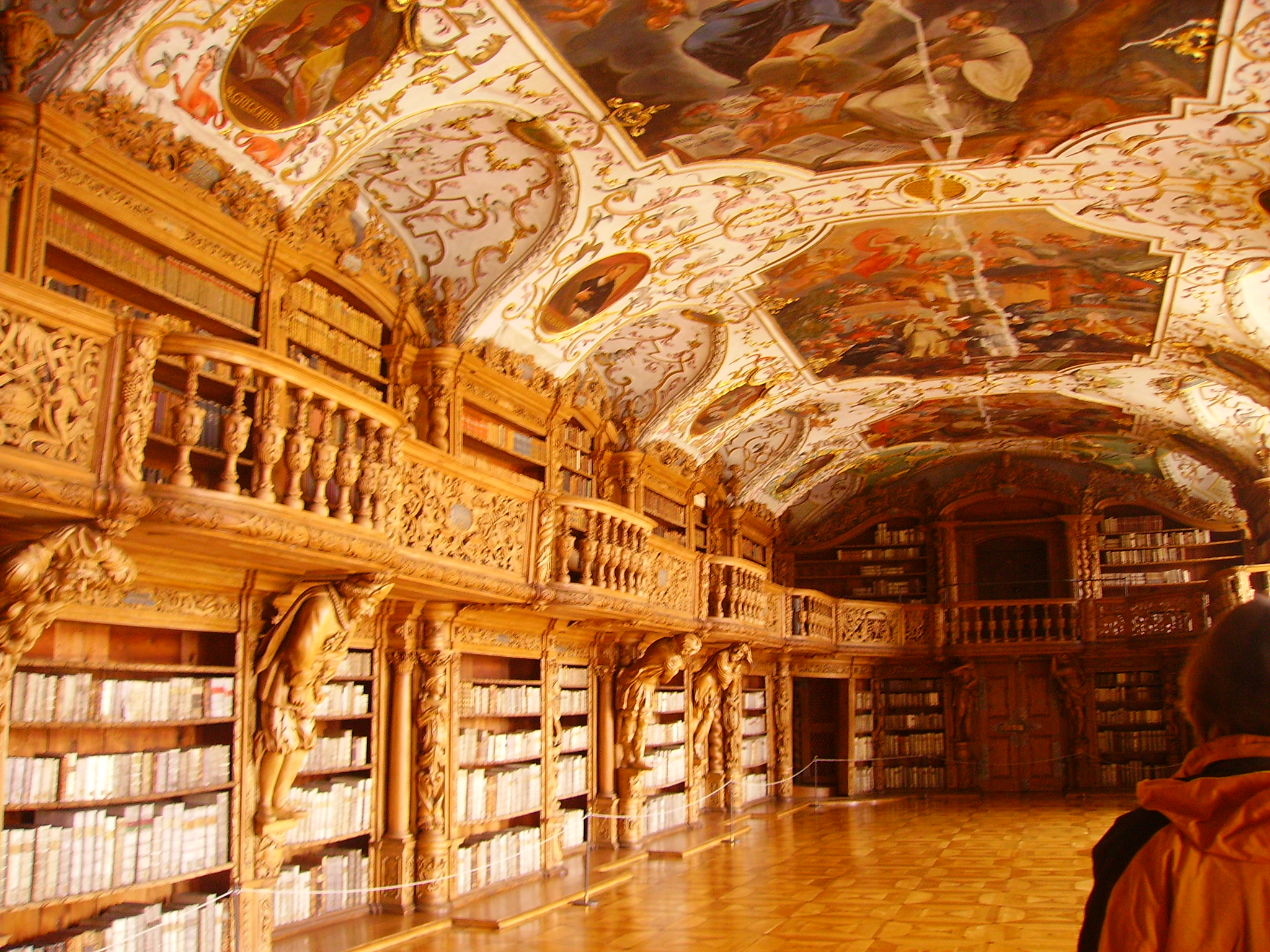
Bandelwerk: Deckenstuck von Jacopo Appiani, um 1730, Stiftsbibliothek Waldsassen.

Das von Frankreich (hier 1680–1720) ausgehende, wieder Zartheit und Feingliedrigkeit betonende Laub- und Bandelwerk dominiert in der ersten Hälfte des 18. Jahrhunderts auch das restliche Europa und bereitet in dem noch entschiedener vegetabilen Régence-Stil (1715–1730) die Leichtigkeit und Eleganz des Rokoko vor. Herrschten in den ersten Jahrzehnten noch zierliche Ranken, in die Fläche gebundene Bänder und symmetrische, tektonisch aufgebaute Kompositionen vor, verlässt die Rokokorocaille mit ihrem Muschelwerk, den Voluten und Gegenschwüngen die räumliche Bindung zugunsten asymmetrischer, sich noch weiter von Naturvorbilden entfernenden, nicht mehr durch Rahmung begrenzten, sondern frei in den leeren Raum ausschwingenden Gebilden. Weißer, allenfalls sparsam durch Gold akzentuierter Stuck ist das charakteristische Anwendungsgebiet der Rocaille, die hier ihre plastische Eignung voll ausspielt. Auch das Kunsthandwerk bietet breite Anwendungsbereiche im Porzellan, Silber, Möbelschnitzereien und Bronzeapplikationen. Die französische Spielart dieser Stilphase, das Louis-quinze, ist, wie immer in Frankreich, rationaler, in der Tendenz klassizistischer und mündet um 1760 in den eigentlichen Klassizismus. Doch sind gerade in Frankreich immer die Regeln des Decorum zu berücksichtigen: die Wahl des angemessenen Ornaments ist abhängig von der Zweckbestimmung; die (wenn auch meist symmetrischere) Rocaille kommt auch in Frankreich vor, nur findet man die spielerischen Rokokomotive beispielsweise eher im Boudoir als im Thronsaal.

Ornamente des 18.Jahrhunderts
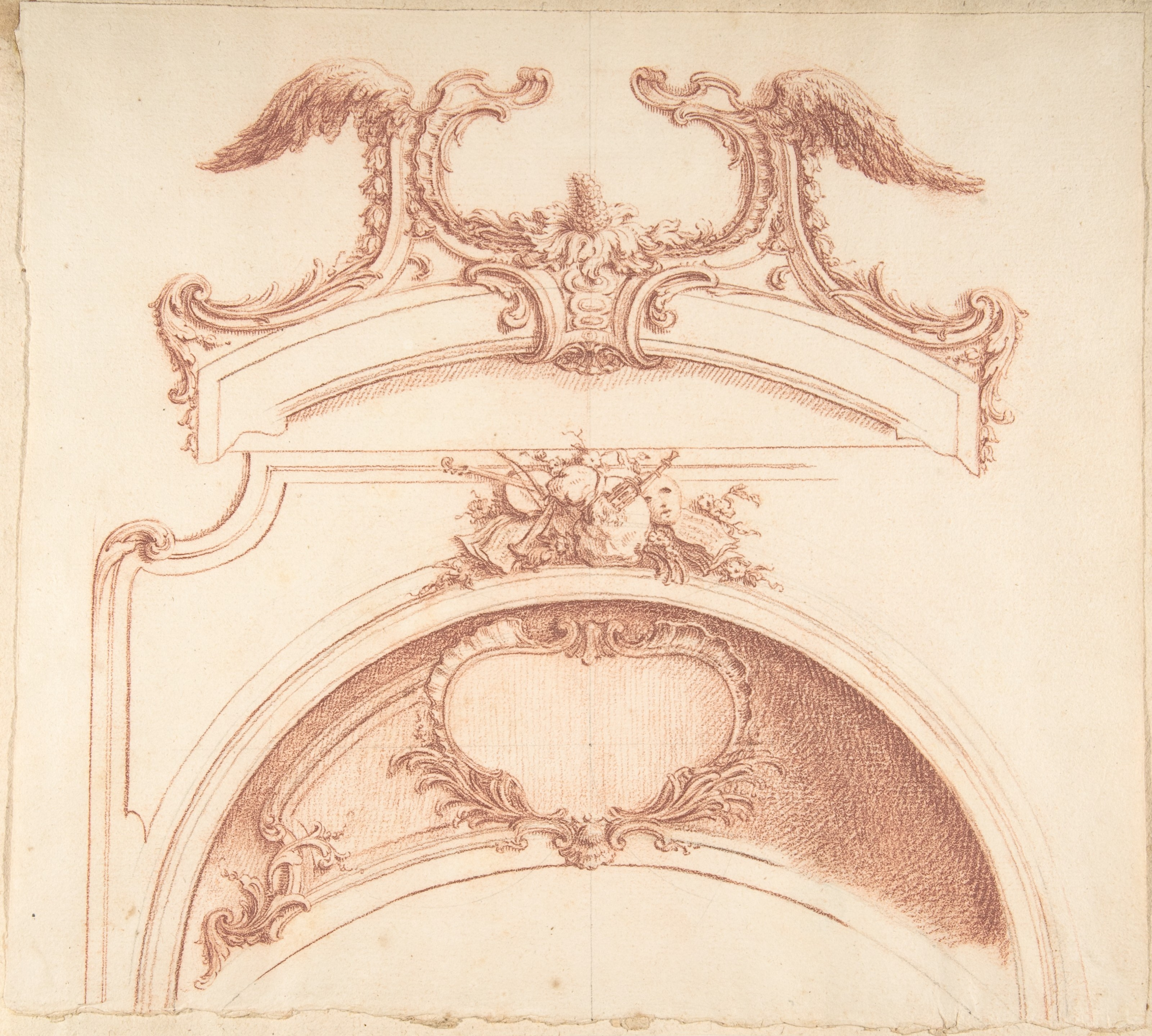
J.-F. Blondel: Studie, 1738. Das französische Rocaillenornament ist strenger und symmetrischer als in deutschsprachigen Regionen.
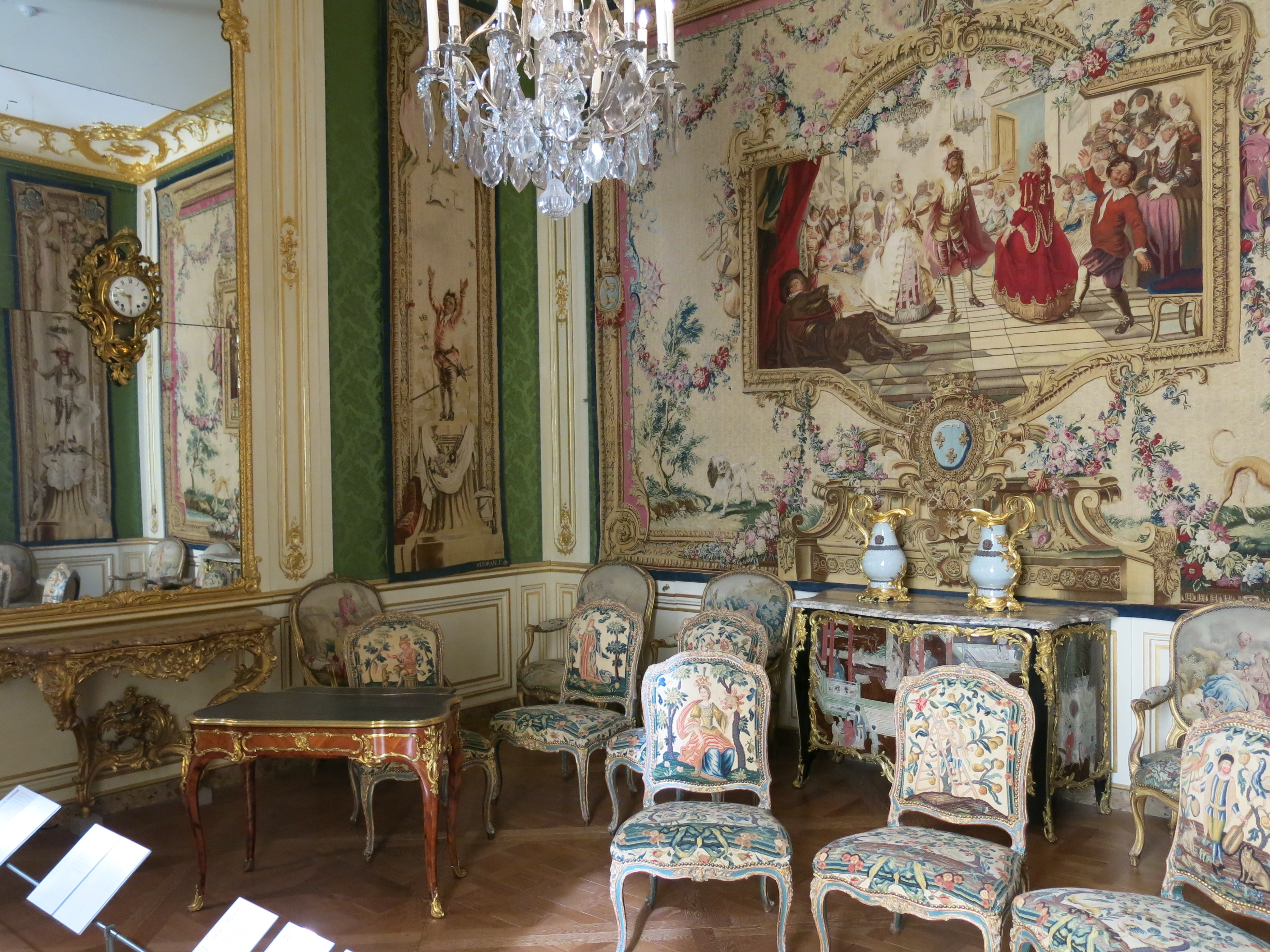
Das belegen auch Einrichtung und Wandgliederung im „Rocaillenzimmer“ des Pariser Louvre.
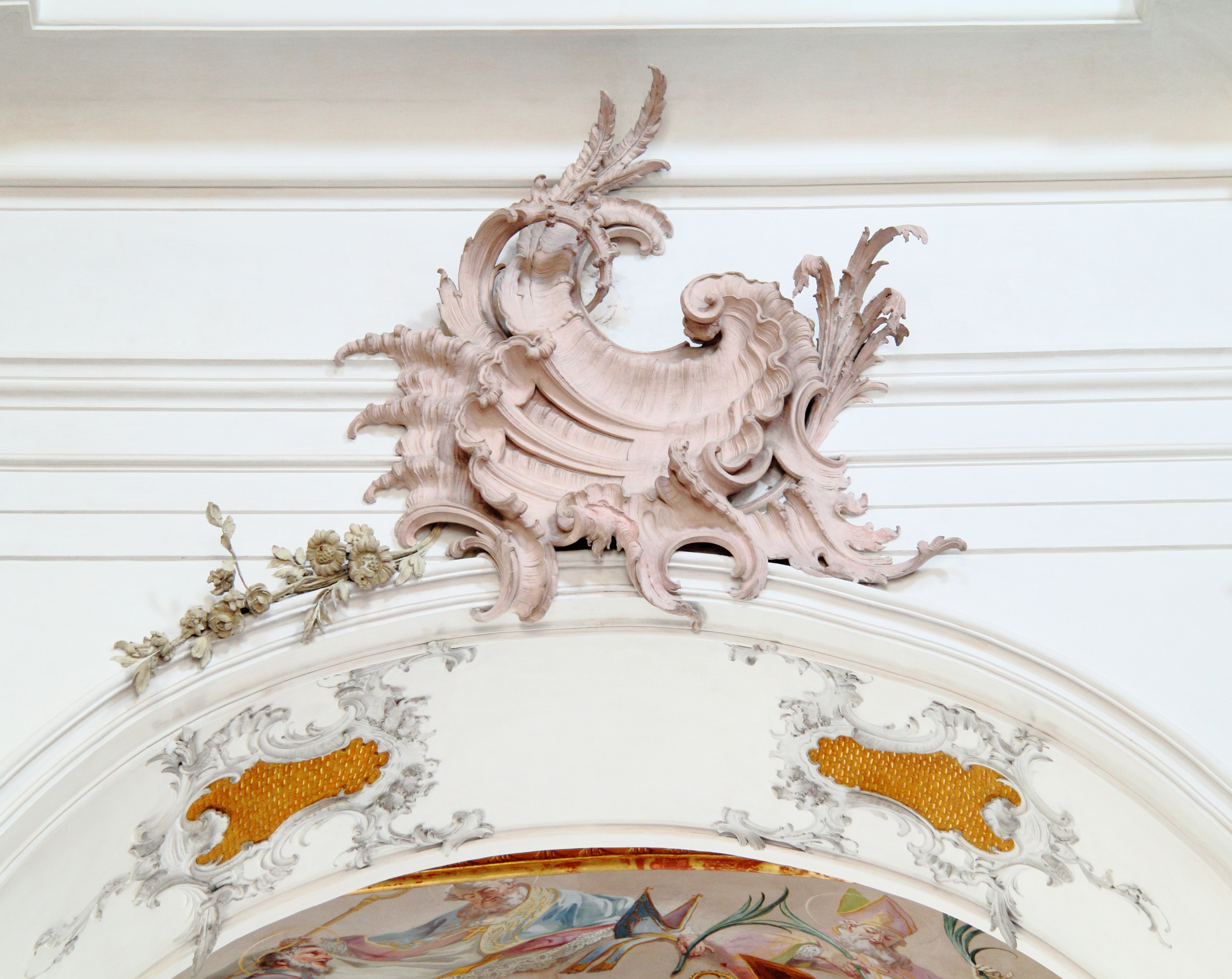
Ornament der Wessobrunner Stuckatoren im Kloster Amorbach, gegen 1747. Im Stuck konnte sich die Rocaille am freiesten entfalten.
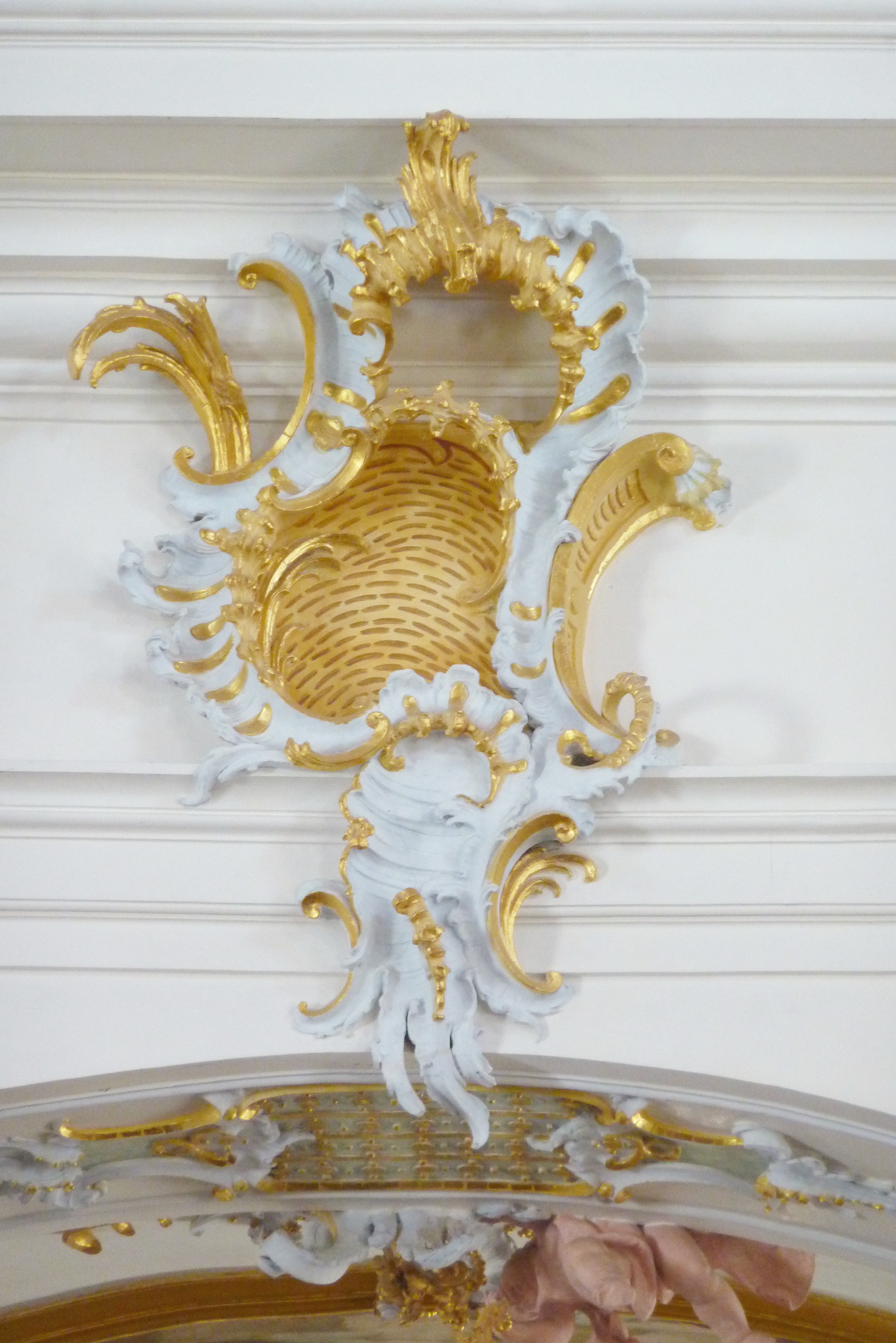
Eine Rocaille, typisches muschelartiges Ornament des Rokoko
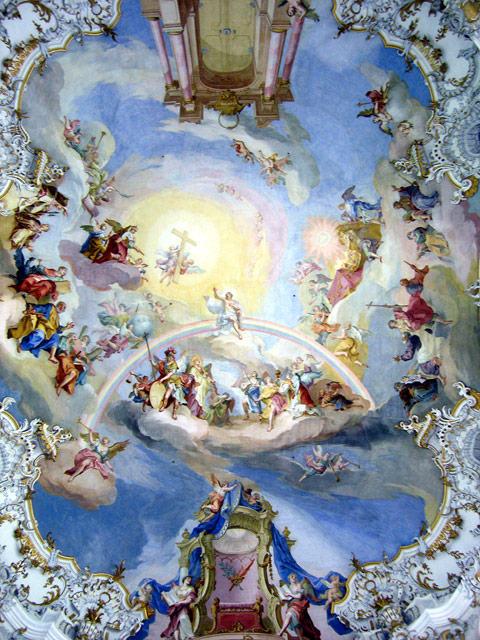
Der Deckenstuck in der Wieskirche (1754) zeigt, wie unabhängig sich das Rokokoornament im Idealfall von jeder geraden Linie machte.
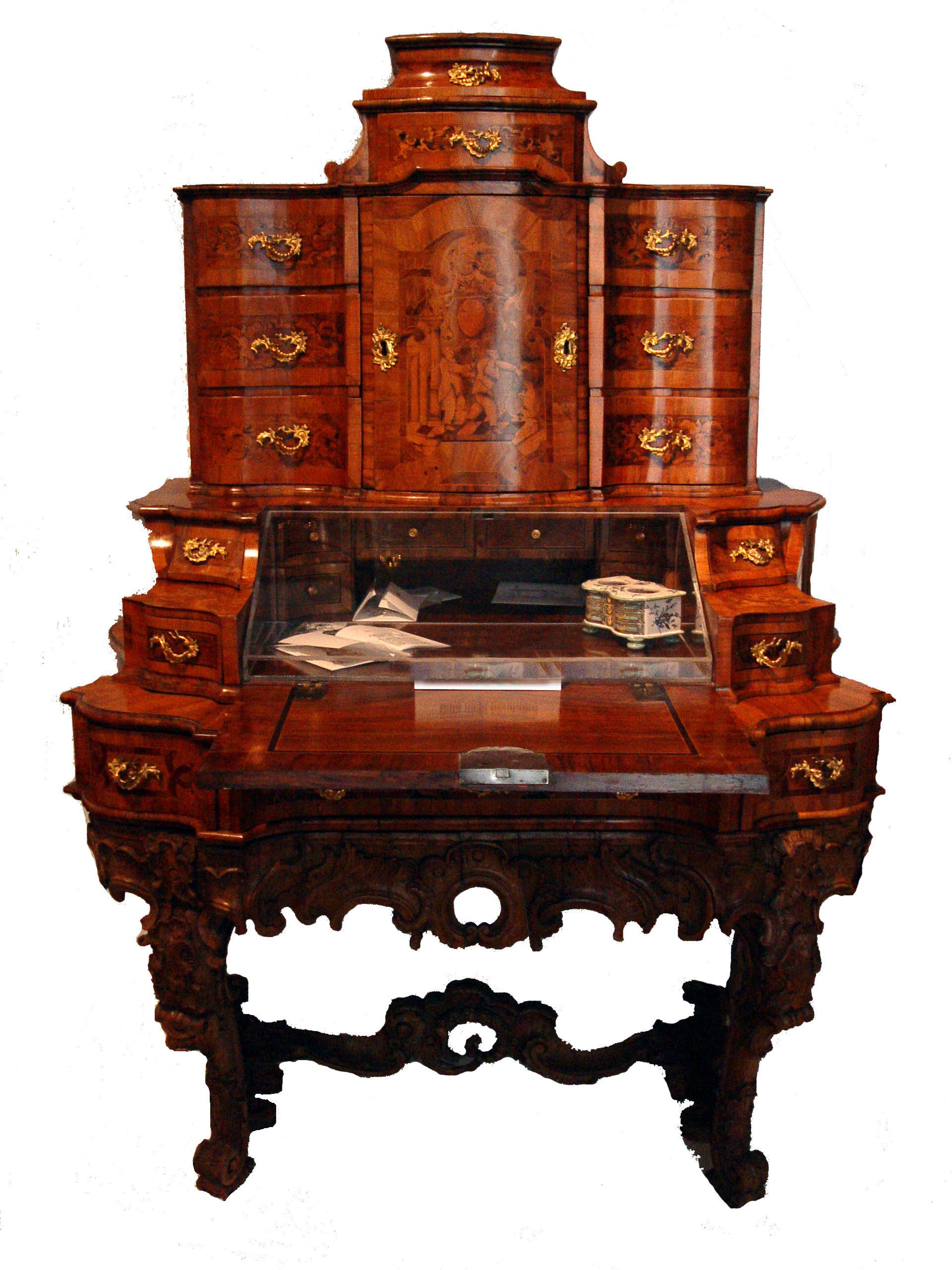
Sekretär aus dem Karlsruher Schloss. Bronzebeschläge in Muschelwerkformen spielen an Rokokomöbeln eine akzentuierende Rolle.
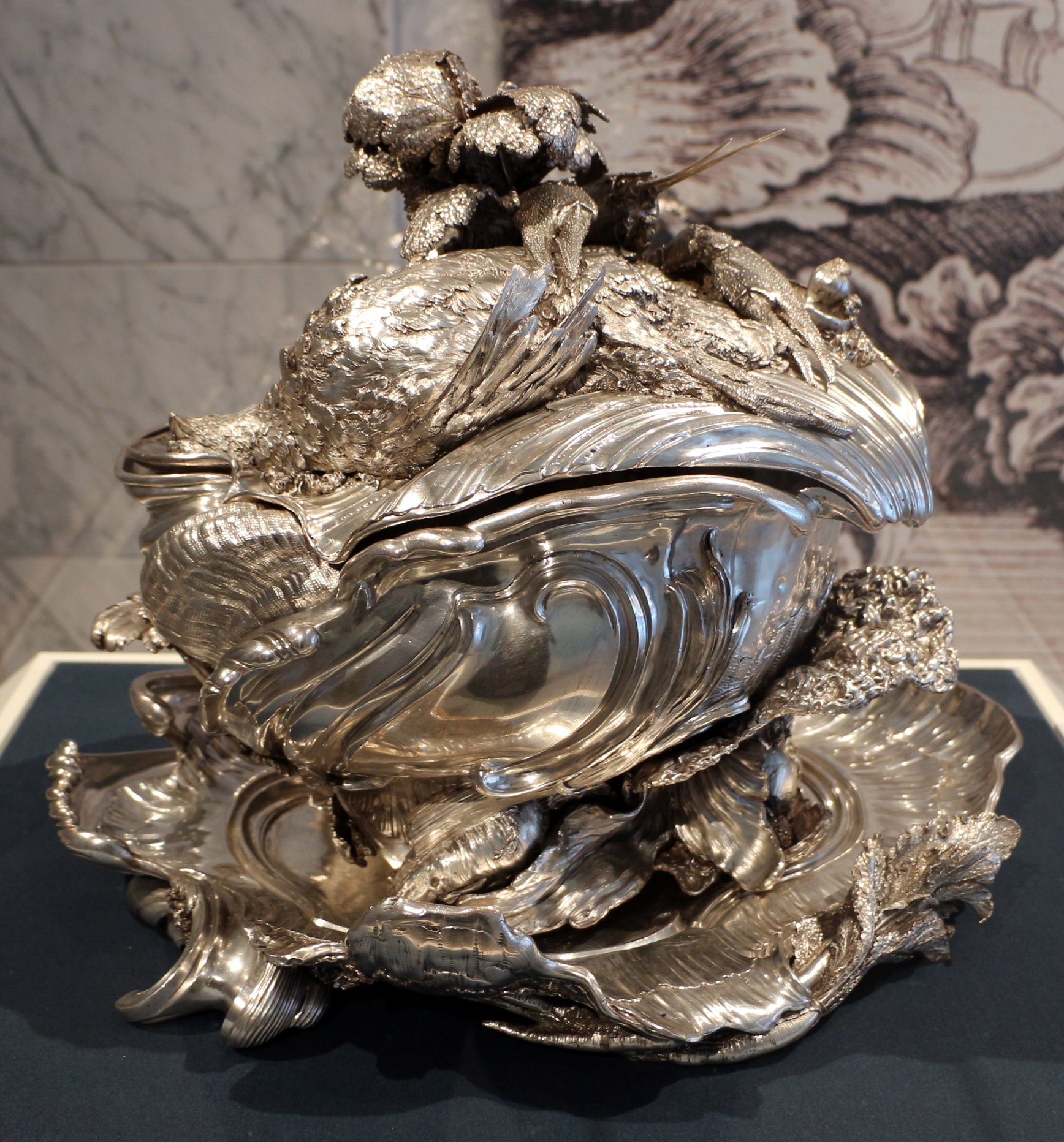
Detail aus einem von J.-A. Meissonnier entworfenen Gefäß. Die Treibtechnik des Silberschmieds kam der lebendigen Oberfläche des Rokokoornaments besonders entgegen.

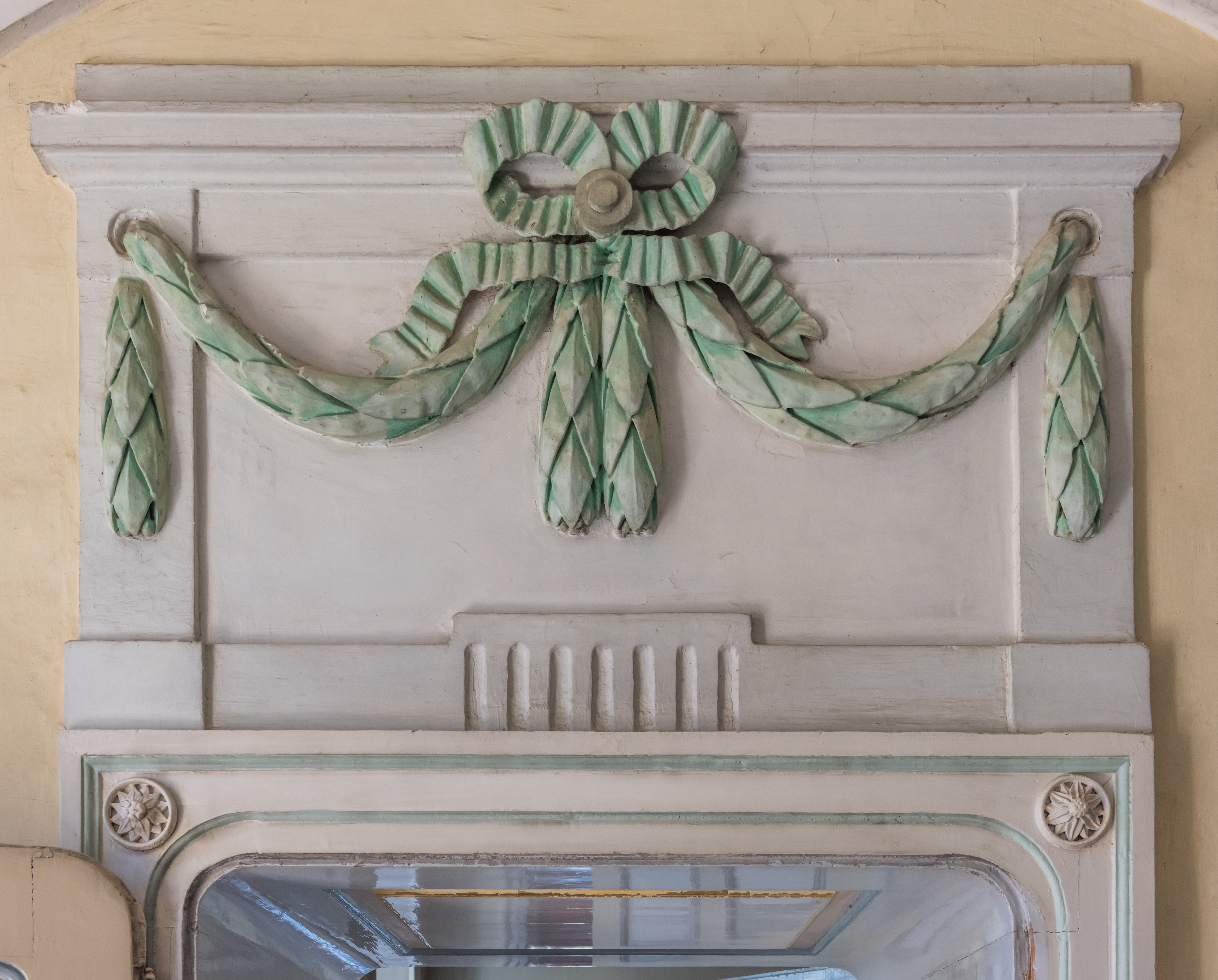
Zopfstil-Ornament, Schloss Pöckstein in Straßburg (Kärnten), um 1782.

Am Ende des 18. Jahrhunderts, in den Jahren um die Französische Revolution kennzeichnen die Übergangsformen zwischen Rokoko und Klassizismus, in Frankreich Louis-seize, in England „Late Georgian“, in Österreich Josephinischer Stil und in Deutschland als Zopfstil ausgeprägt, eine sich von feudaler Ungebundenheit abkehrende Phase. Jetzt verhärten und verfestigen sich alle Formen, die sparsamen vegetabilen Elemente werden in Festons und Zöpfe fest eingeschnürt, die Voluten eckig gebrochen, alle Einzelelemente wieder geradliniger gerahmt und geordnet.

### 19. Jahrhundert
Diese klassizistischen Tendenzen fanden um 1800 bis 1815 im Empire eine Ausprägung, die Elemente der ägyptischen, griechischen und römischen Antike wörtlicher aufgriff, als es etwa in der Renaissance der Fall gewesen war. Anregungen dazu lieferten die Fortschritte der Archäologie und Geschichtswissenschaft. Doch wurden die antiken Ornamente (Lorbeerkränze, Palmetten, Eierstäbe, Kanneluren, Vasen, Rosetten und Mäander) nur sparsam eingesetzt; gerade Linien und glatte Flächen herrschen vor. In der weiteren Entwicklung des Klassizismus tritt dieses Ideal der Strenge, Klarheit und Einfachheit wieder zurück zugunsten einer Anreicherung mit den genannten Einzelmotiven. Das ganze Jahrhundert und darüber hinaus blieb der Klassizismus eine Option neben anderen, die als Historismus verschiedene Stile, also auch Ornamentierungsweisen anbieten. Ähnlich wie die Regeln des Decorum in den voraufgehenden Jahrhunderten den jeweils diversen Aufgaben wechselnde Ornamentweisen zuordneten, waren auch jetzt gewisse Muster mit bestimmten Bedeutungen verknüpft. Doch sind die Erscheinungen regelloser, undogmatischer, teils auch beliebiger. Darüber hinaus konnten Ornamente verschiedener Stile durchaus kombiniert werden. Das erschwert einen systematisch strukturierten Überblick.
Neugotik. Die sich um 1820–1840 voll entwickelnde Neogotik erwuchs aus einer romantisch geprägten, national-deutsch konnotierten Hinwendung zu einem idealisierten Mittelalter. Im Kunsthandwerk werden Motive wie Spitzbögen, Maßwerk und Distelranken auf Gefäßen und Geräten verteilt, die es so im Mittelalter nie gegeben hatte. In Architektur und Ausstattungskunst des Kirchenbaus bleiben die Motive verbindlich bis zur Jahrhundertwende, als die Neugotik partiell von der Neuromanik abgelöst wird, die allerdings als Ornamentstil außerhalb des kirchlichen Bedarfs kaum signifikant in Erscheinung tritt.
Orientmode. Nachdem die Chinoiserie das 18. Jahrhundert kaum überlebt hatte, entstand nach der Mitte des 19. Jahrhunderts erneut ein orientalisierendes Kunsthandwerk, das sich nun an Vorbildern aus Indien und dem Vorderen Orient ausrichtete. Der seit den 1880er Jahren in der französischen Malerei virulente Japonismus hinterließ im europäischen Kunsthandwerk, mit Ausnahme der Keramik, nur wenig Spuren.
Pflanzenornament. Eine nicht zum Ornament im engeren Sinne gehörende Dekorationsweise ist die Dekoration mit Blüten-, Ast- und Blattwerk, eine Mode, die entscheidend von den Exponaten auf der Londoner Weltausstellung von 1851 angeregt worden war. Zu Anfang noch sehr naturalistisch ausgeprägt, erreicht sie im angelsächsischen Raum in der Arts and Crafts-Bewegung  eine Stilisierung auf höchstem Niveau, zugleich eine weitgehende Unabhängigkeit von historischen Vorbildern. In Deutschland fand diese reformorientierte Stilrichtung, jedenfalls was die Ornamentik angeht, kaum Nachfolger. Doch für die Entstehung des floralen Jugendstils bot sie wegweisende Vorstufen.

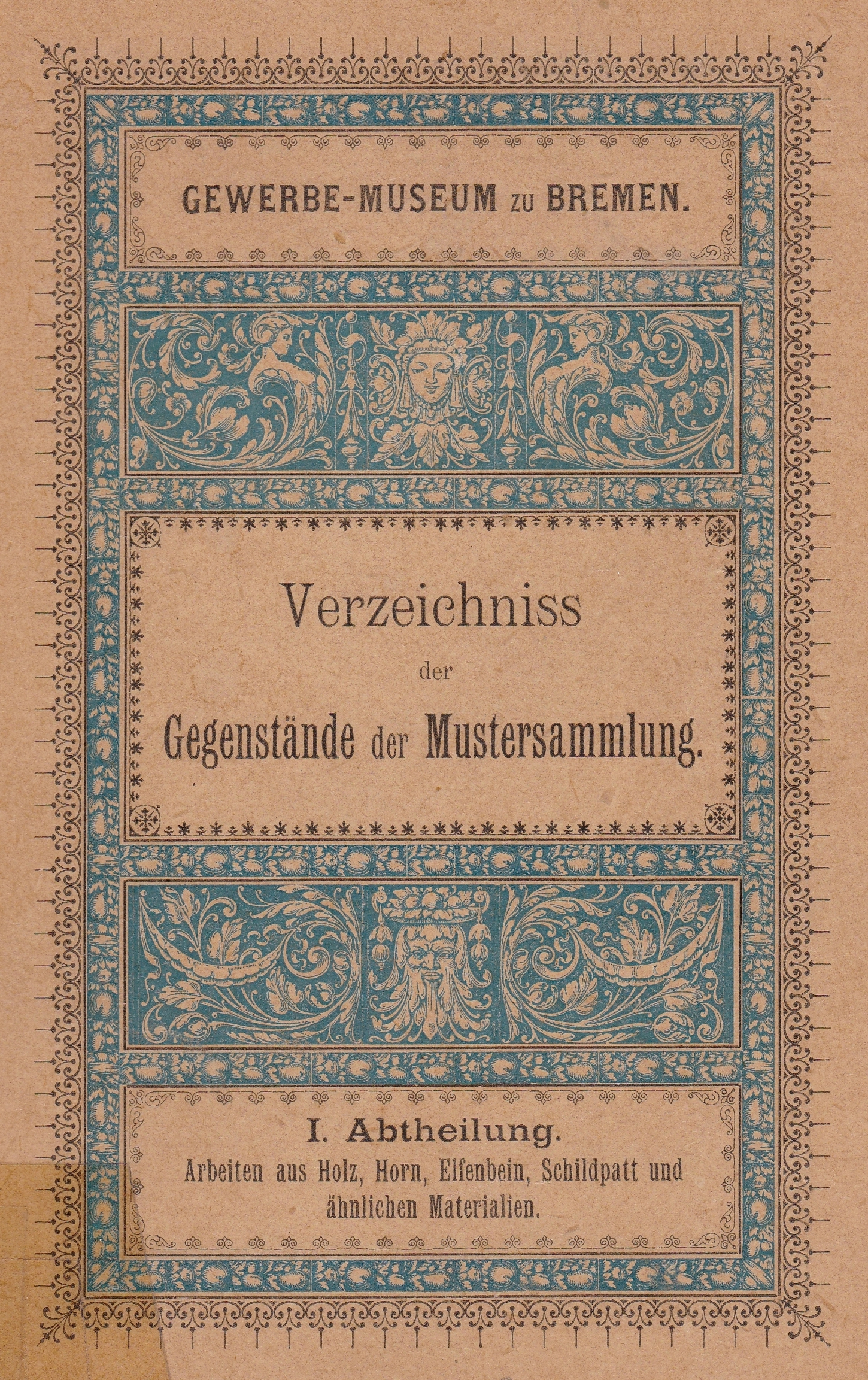
Neurenaissance-Ornamentik auf dem Katalog der Vorbilder-Sammlung des Gewerbe-Museums Bremen, 1889.

Neurenaissance. Unter Renaissance verstand man im 19. Jahrhundert ein weites Spektrum.
Ähnlich wie in der Architektur eine Entwicklung vom zurückhaltenden Rundbogenstil der 1840er Jahre zu den überladenen Detailfülle der „Deutschen Renaissance“ nach dem Deutsch-Französischen Krieg von 1870/71 führte, sind auch die in der zweiten Hälfte des Jahrhunderts aus dem reichen Motivschatz der Kunstgeschichte entlehnten Ornamente vielgestaltig und reichen von den zarten Arabesken des italienischen Quattrocento bis hin zu den kräftigen Beschlagwerkformen des Frühbarock.
Neorokoko. In den Jahrzehnten des Klassizismus war das lange nachlebende Rokoko, zum Beispiel bei bemalten Möbeln und anderen Objekten der Volkskunst, nie ganz vergessen worden. In den 1830er Jahren lebte es wieder auf, allerdings mehr für elegante Inneneinrichtungen und Vitrinenobjekte (vor allem im Porzellan) als in Möbelkunst und Architektur. Den meist beliebig und überreich angebrachten Rocaillen und Blütenrosetten des sogenannten „Zweiten Rokoko“ in der Phase der Restauration fehlte die Eleganz ihrer Vorbilder aus dem 18. Jahrhundert, im Gegensatz zu den Schöpfungen des „Dritten Rokoko“ ab etwa 1880, die sich dafür umso einfallsloser an die Formensprache ihrer Vorbilder hielten. Bis in die 1920er Jahre waren Inneneinrichtungen im Stil des Rokoko nicht selten.
Neubarock. Obwohl in Kunstgewerbe und Architektur des letzten Jahrhundertviertels alle Formen und Dimensionen zu „barocker“ Üppigkeit und demonstrativem Reichtum tendieren, spielen die Ornamente des 17. Jahrhunderts, abgesehen von einigen Grundformen wie Kartuschen, Kränzen, Voluten, und Godronen, keine bestimmende Rolle mehr. Wo mit floralem Reichtum dekoriert wird, deutet sich gelegentlich schon die fließende Schönlinigkeit des Jugendstil an.
Vorbilder.
Für eine Epoche, die sich so ausdrücklich dem Wiederaufleben historischer Stilformen verschrieben hatte, ist die Frage nach den Medien, die diese Vermittlung leisteten von besonderem Interesse, um so mehr, als es sich beim Ornament bis zum Ende des Jahrhunderts um ein normativ determiniertes Formenrepertoire handelt.
Musterbücher und umfangreiche Sammlungen von Vorlageblättern spiegeln sowohl den geradezu bildenzyklopädischen Anspruch einer sich damals gerade erst entwickelnden Kunstwissenschaft als auch den Vorbilderbedarf auf Seiten der Künstler, Architekten und Kunsthandwerker. Aus gleichem Grund entstehen in vielen großen Städten Kunstgewerbemuseen, die den Ornamentreichtum aus Kunst und Handwerk aller Weltregionen und Epochen in authentischen Beispielen ausstellen und zugleich mit angeschlossenen Ausbildungsanstalten nicht nur technische Fertigkeiten vermittelten, sondern auch die „geschmackvolle“ Integration von Ornament, Funktion und Material vermitteln sollten.

Ornamente des 19. Jahrhunderts
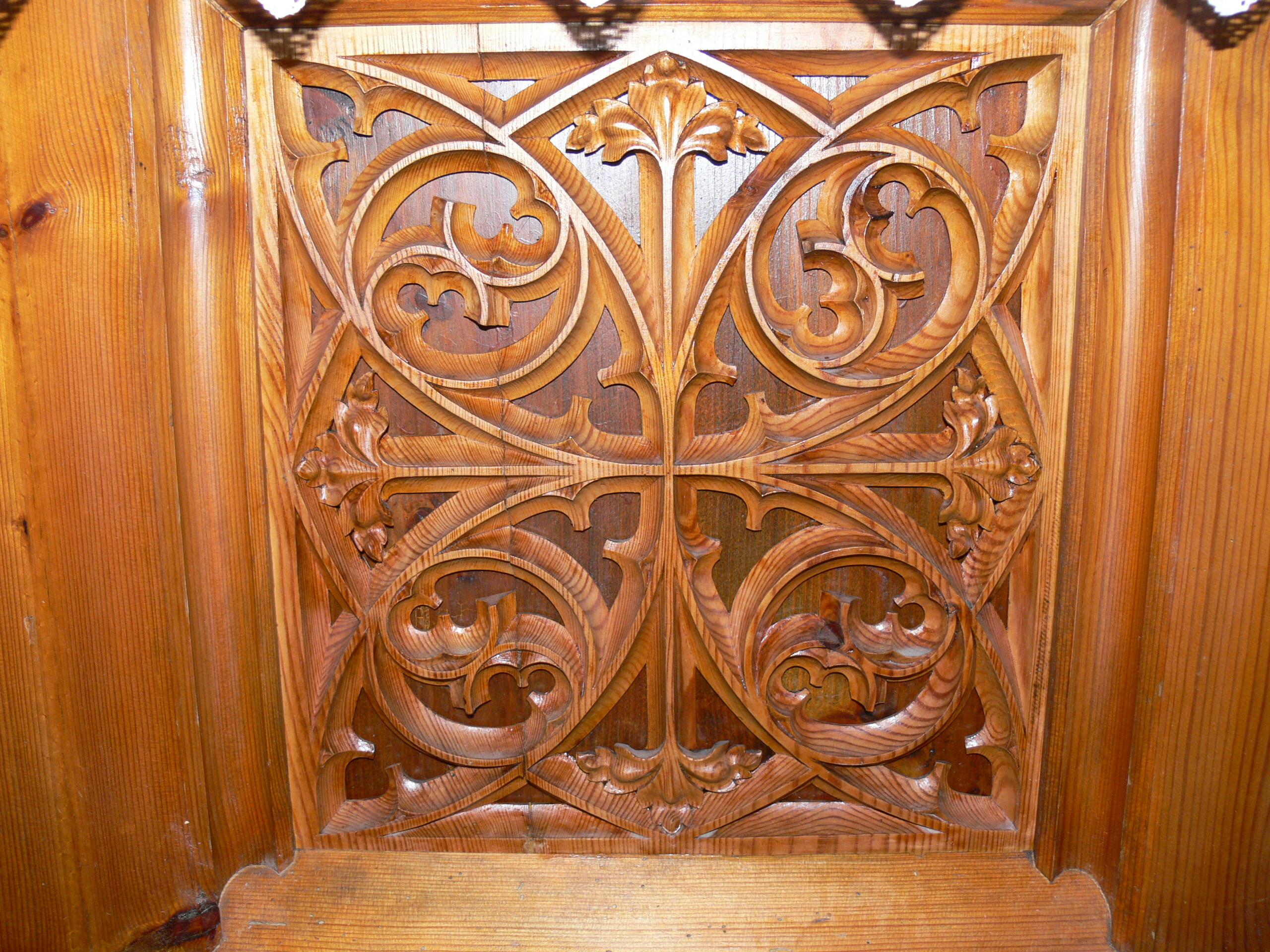
Neugotik: Kirche in St. Oswald, Ausstattungsdetail von 1896
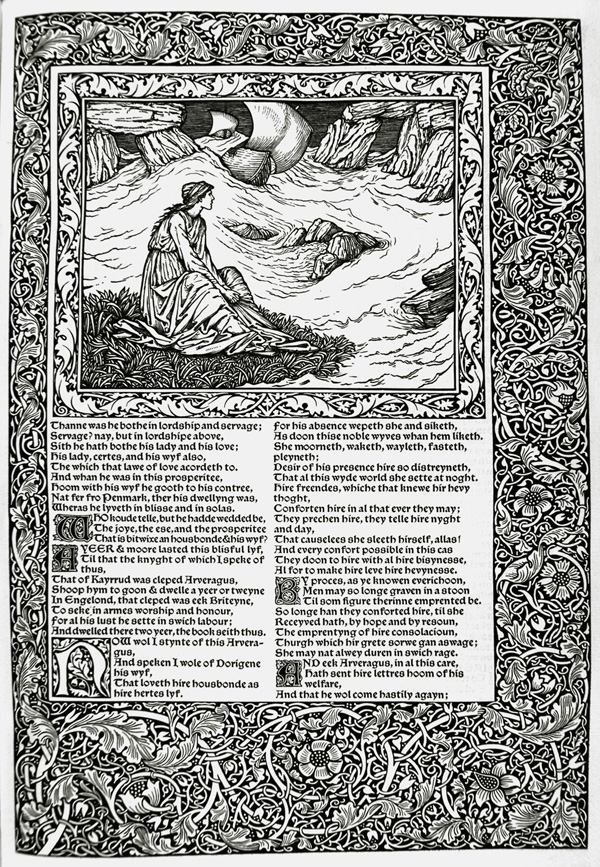
Arts and Crafts: Buchschmuck von Edward Burne-Jones aus dem „Kelmscott Chaucer“, 1896
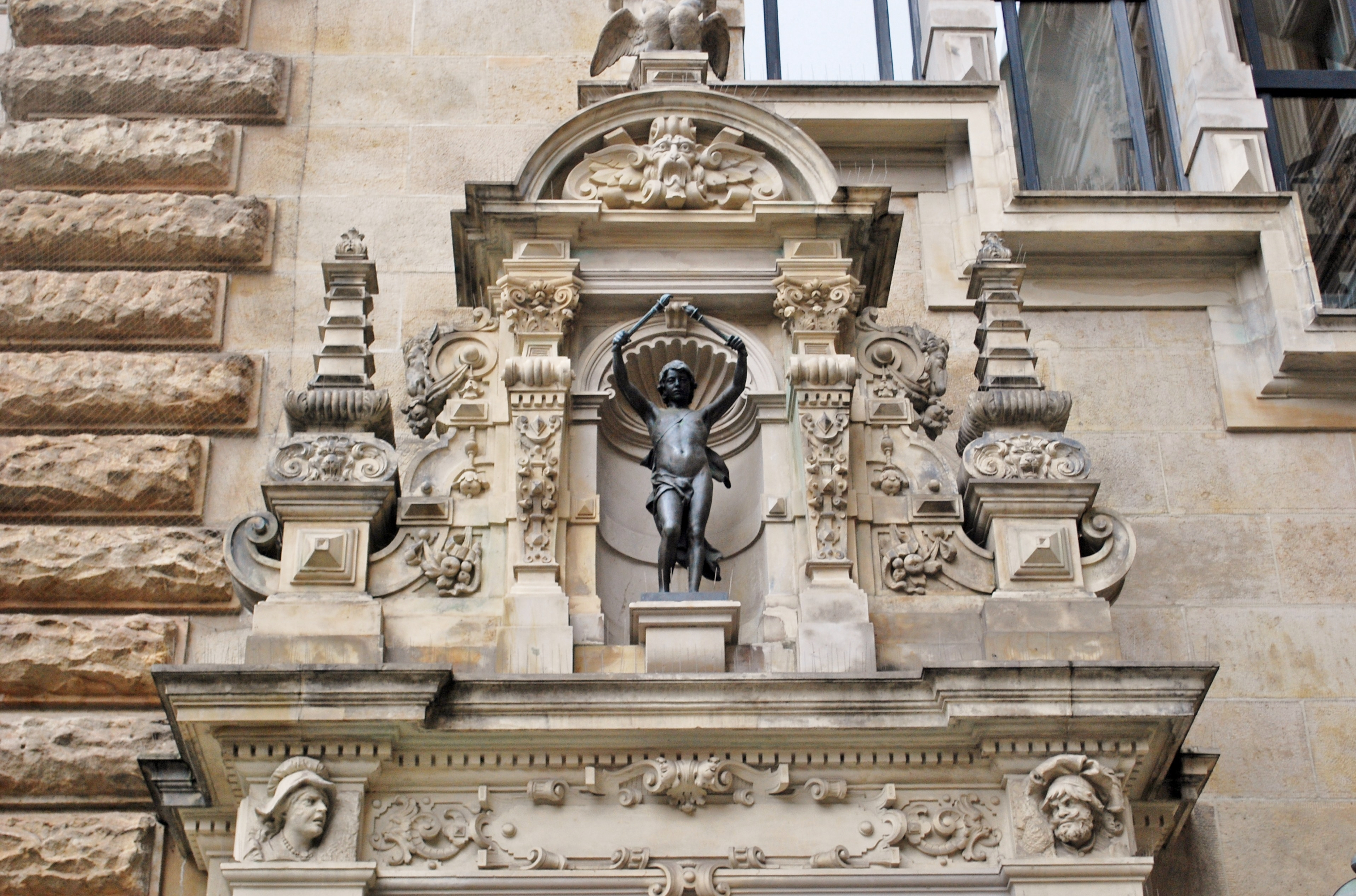
Neurenaissance: Ziergiebel am Hamburger Rathaus, um 1890
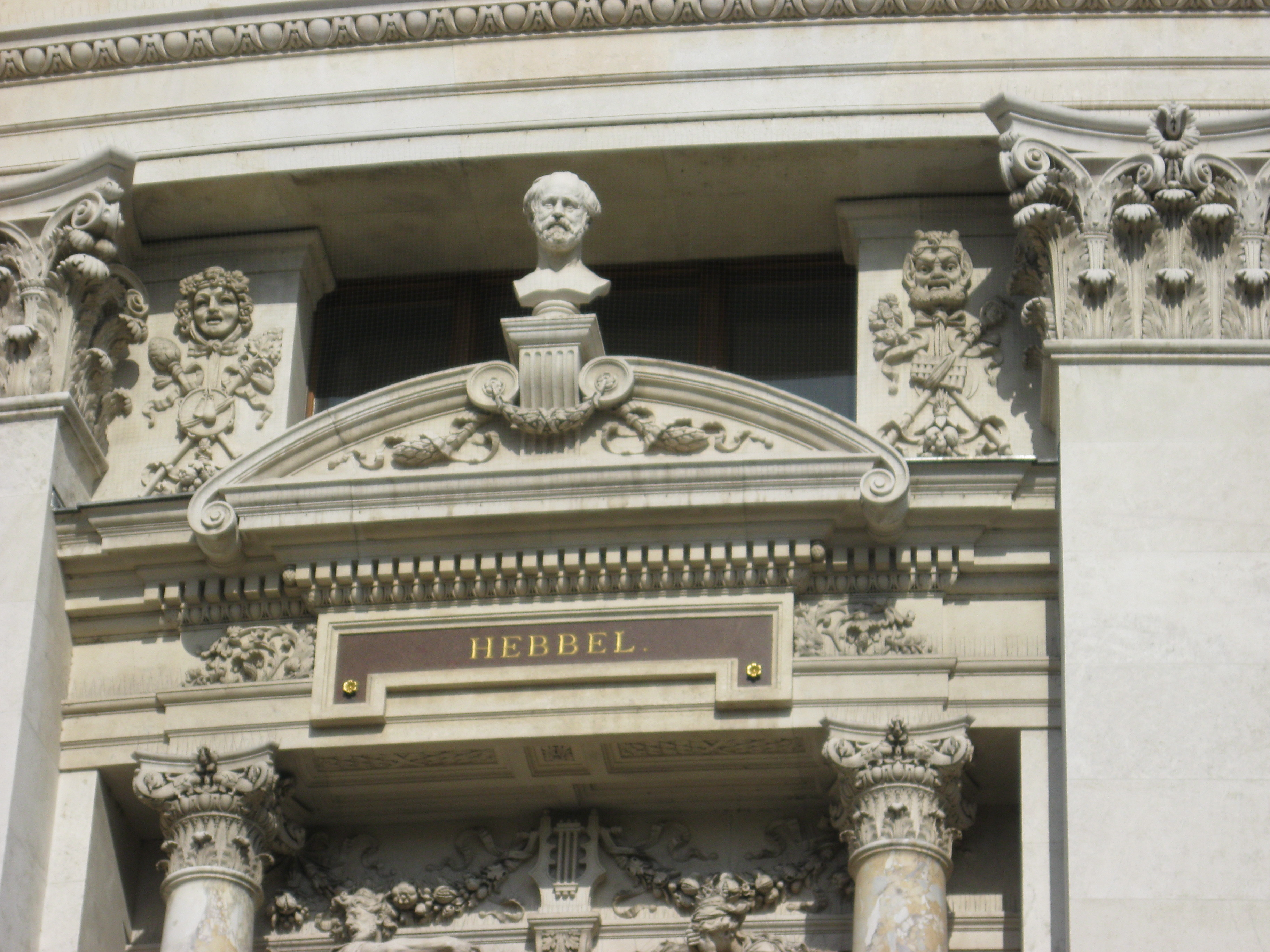
Neubarock: Fassadendetail vom Wiener Burgtheater, um 1875
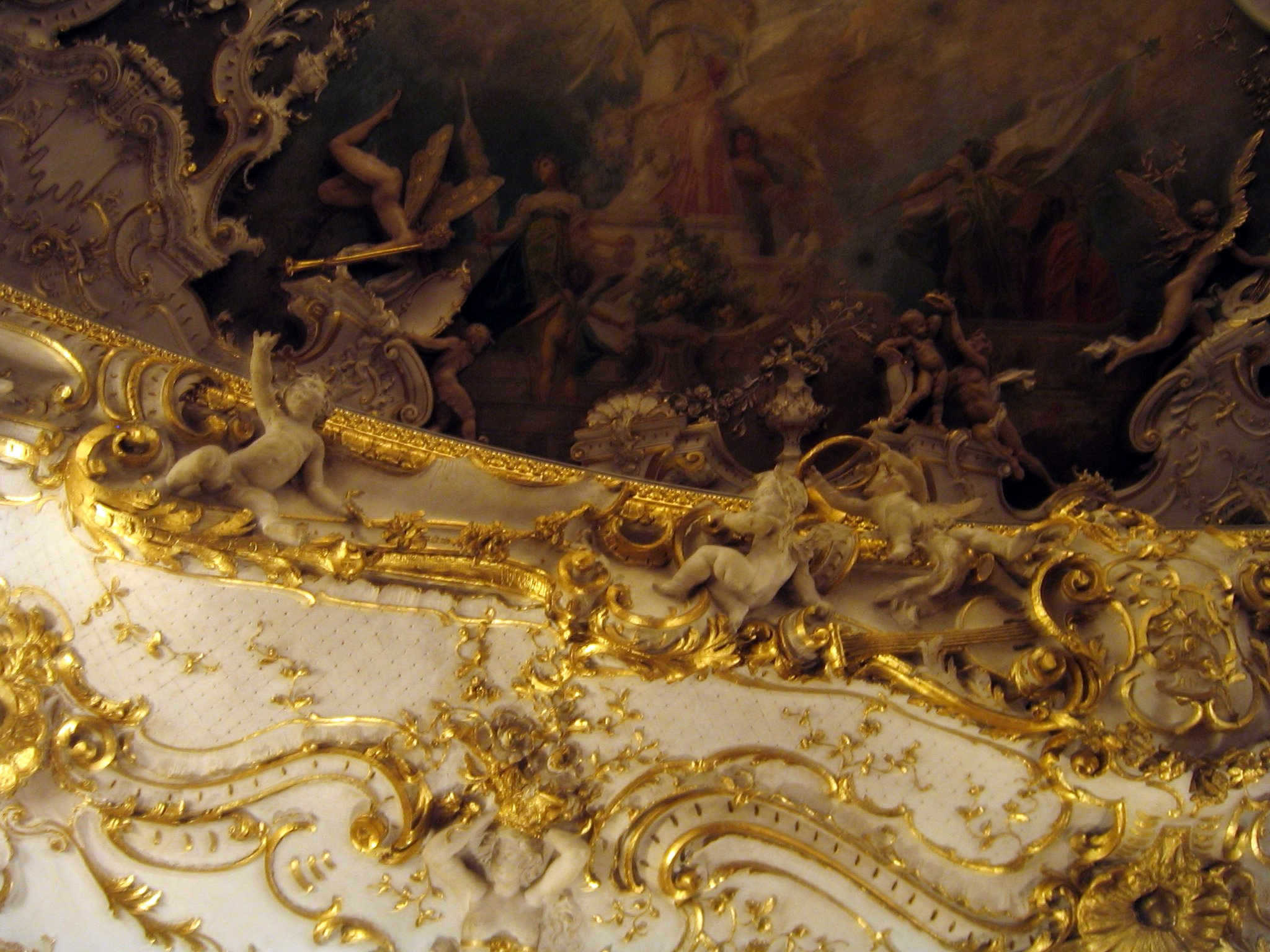
Drittes Rokoko: Decke der Prager Staatsoper, 1887

### 20. Jahrhundert

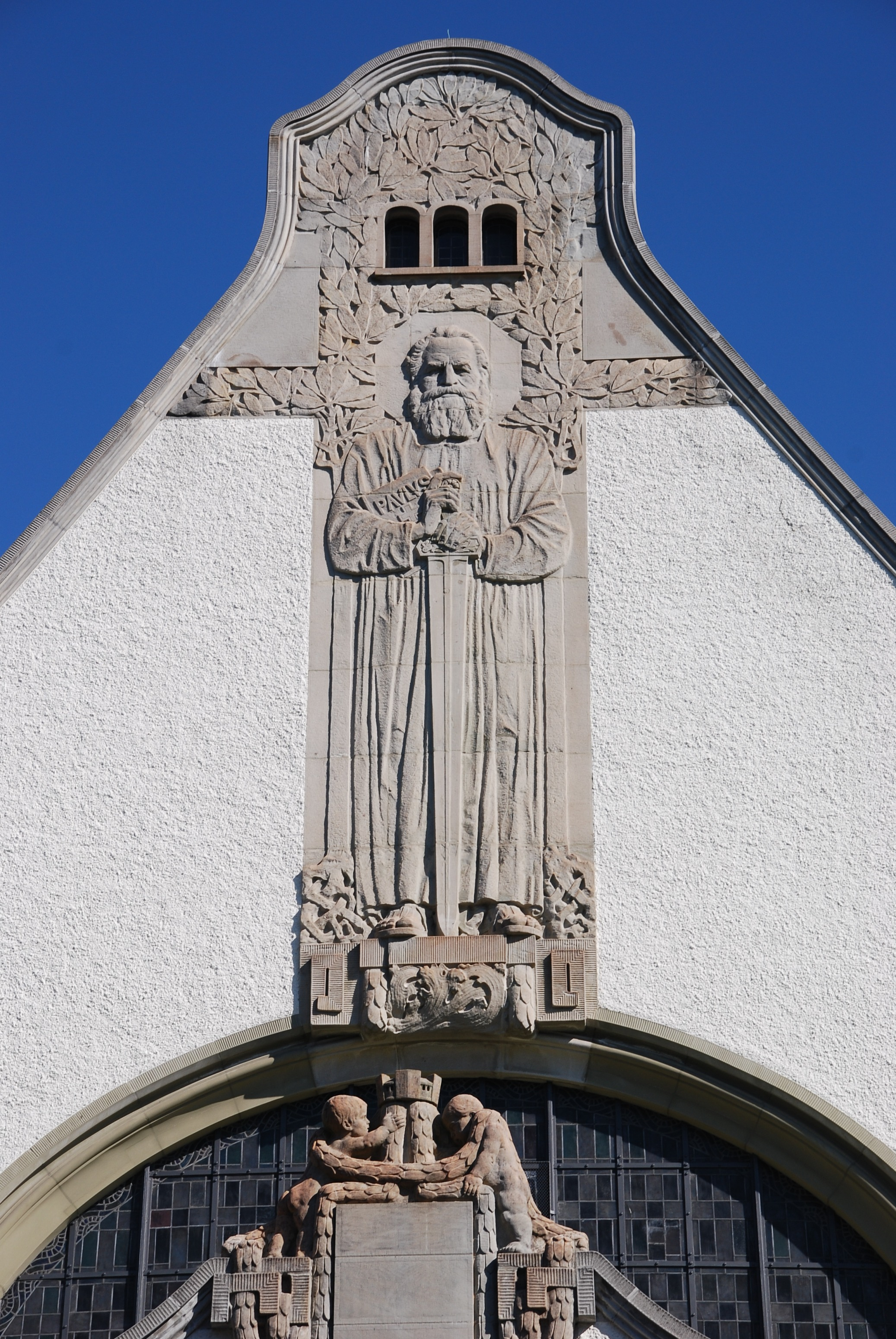
Ornamentik an der Pauluskirche in Bern

Die Wiener Avantgarde formulierte in der Phase der Vor- oder Frühmoderne zwischen Jahrhundertwende und dem Ersten Weltkrieg als erstes heftige Kritik am Ornament. Vor allem Adolf Loos formulierte dies in seinem Aufsatz Ornament und Verbrechen von 1908 und mit seinem Loos-Haus am Michaelerplatz und Otto Wagner mit seiner Postsparkasse entwarfen zwei Bauten, die nahezu völlig auf ornamentale Verzierung verzichteten. Ähnliche Tendenzen gab es beim Loos-Freund Arnold Schönberg, der die klassische Musik von allem Redundanten und Überflüssigen befreien wollte, und ebenso bei den Gemälden von Egon Schiele, nackt und reduziert im Vergleich zu vor goldenen Verzierungen überquellenden Werken von Gustav Klimt. Die Kritik der Wiener Avantgarde am Ornament, die nach dem Ersten Weltkrieg großen Einfluss auf die Weimarer Moderne und damit das Bauhaus ausübte, ist vor allem unter den speziellen Umständen der österreichischen Hauptstadt als Mittelpunkt eines zerbrechenden Vielvölkerstaates zu verstehen. Die aufgesetzte Oberflächlichkeit der repräsentativen, prächtigen Ringstraßenfassaden geriet in den Fokus der Kritik einer Vielzahl junger Gestalter, da sie mit einer großen Zahl von Missständen im Land gleichgesetzt wurde: mit der im Lande herrschende katholischer Doppelmoral, dem von der Industrialisierung profitierenden, neureichen Bürgertum und einem überalterten Kaisertum.
Nach dem Zweiten Weltkrieg, als sich durch die Emigration von Walter Gropius und Ludwig Mies van der Rohe nach Amerika und über die dortige Neugründung als New Bauhaus die Lehren des Bauhauses von den USA aus weltweit als Internationaler Stil durchsetzten, Stuck, Tapete und Fassadenhaftigkeit mit einem Bannspruch belegt wurden und der Ulmer Schule und der Schweizer Typografie im Bereich von Produktdesign und Grafik ähnliches gelang, verschwand das Ornament für nahezu 40 Jahre fast vollständig als Gestaltungsmittel aus dem Bewusstsein der Gestalter.
Erst seit der Postmoderne und schließlich mit der digitalen Revolution spielt das Ornament in aktuellen Designentwicklungen wieder eine größere Rolle.
Als anthropologische Konstante ist es im Rahmen der Globalisierung von Kommunikationsprozessen als kulturübergreifend nutzbares, grafisches Element in die Moderne zurückgekehrt. Als Protagonisten einer Wiederbelebung des Ornaments im Kommunikationsdesign Anfang des 21. Jahrhunderts gilt die Pixel-Art -orientierte Welt von eboy, das Corporate Design des Berliner Direktorenhaus Berlin durch Apfel Zet, das in Hong Kong von Jonathan NG gestaltete Magazin Idn, Webapplikationen von Yugo Nakamura, Tokyo, oder das Erscheinungsbild der Weltleitmesse Tendence Lifestyle / Messe Frankfurt von Heine/Lenz/Zizka (Frankfurt am Main).
In der Architektur gibt es jedoch nach wie vor große Vorbehalte, das Ornament einzusetzen.

## Kritik am Ornament
In der Architektur und dem Produktdesign der Moderne entwickelte sich eine weitverbreitete Skepsis und Ablehnung gegenüber dem Ornament. Propagiert wurde stattdessen die Formel „form follows function“. Besonders populär wurde die 1908 erschienene Schrift von Adolf Loos Ornament und Verbrechen, in der er die Verwendung von Ornament und Dekor geißelte und als überflüssig bezeichnete. Auch der reduzierte Klassizismus verzichtete weitgehend auf Ornamente.
Für den Mediziner Hans Martin Sutermeister stellte das Ornament eine Erholungsregression dar: Das „Zauberische am Ornament“ beruhe „auf seiner sich durch Wiederholung summierenden affektiven resp. suggestiven Wirkung, die dadurch bedingt ist, daß […] rhythmische Außenreize vermehrt auf [die] Tiefenschichten unserer Psyche einzuwirken pflegen.“ Das Ornament kann somit, ähnlich wie bei rhythmischer Musik, benutzt werden, um den Betrachter (oder Hörer) zu beeinflussen.

## Zitate
„… dem Fassadenkletterer müssen alle Ornamente zum Besten dienen …“

„Dekoration ist der wichtigste Teil der Architektur.“

## Liste von Ornamenten

### Fries- und andere lineare Ornamente
| Bild | Name                | Beschreibung; Vorkommen |
| ---- | ------------------- | --- |
|      | Eierstab            | Ionische Ordnung: als Kymation oder im Kapitell, zwischen den Voluten.                                                             |
|      | Laufender Hund      | Klassische Architektur. |
|      | Mäander             | Klassische Architektur. |
|      | Perlstab (Astragal) | Ionische Ordnung: zwischen Säulenschaft und Kapitell. Endlose Abfolge von jeweils einer runden „Perle“ und dann zwei abgeflachten. |
|      | Zahnschnitt         | Architektur der Klassischen Antike und der Epochen, die deren Motive aufgriffen (Renaissance bis Klassizismus).                    |
|      | Seilstab            | Ein Rundstab oder Wulstring, der nicht glatt, sondern seilartig gedreht („tordiert“) erscheint.                                    |

### Flächenhafte und sonstige Ornamente
| Bild | Name                       | Beschreibung; Vorkommen |
| ---- | -------------------------- | --- |
|      | Akanthusblatt              | Pflanzenornament (Akanthus); seit der griechischen Antike z. B. in den Kapitellen korinthischer Säulen |
|      | Arabeske                   | In der Renaissance aus spätantiken Vorbildern entwickeltes, flächenfüllendes, naturnahes Rankenornament. Mit dem Begriff werden sowohl die Akanthusranken der Renaissance als auch die stilisierteren Blattrankenornamente in der islamischen Kunst bezeichnet.            |
|      | Bandelwerk                 | Flächiges Ornament aus stets gleichbleibend breiten, mehrfach geknickten Bändern. Fast immer mit Laubwerk kombiniert, daher auch als „Laub- und Bandelwerk“ bezeichnet. Vor allem in Deutschland um 1710–1740 verbreitet.                                                  |
|      | Baum des Lebens            | |
|      | Beschlagwerk               | Bandartige Ornamente, deren Formen an aufgenietete metallene Beschläge erinnern. Im späten 16. Jahrhundert wurde es in den Niederlanden entwickelt und verbreitete sich dann vor allem in Deutschland, wo es bis etwa 1620 in Gebrauch blieb.                              |
|      | Bukranion                  | |
|      | Feston                     | Girlandenartiges Gehänge aus Blatt-, Blüten- und Fruchtkränzen. In der Bauplastik und Raumausstattung der Antike, vor allem dann der Renaissance und dem Klassizismus verwendetes Dekorationsmotv.                                                                         |
|      | Fischblase, auch Schneuß   | Eine geschwungene, tropfenförmige Ornamentform, die meist zu mehreren angeordnet ist; besonders im Maßwerk der Spätgotik |
|      | Flechtband, auch Geriemsel | Ein Ornament aus regelmäßig verschlungenen, bandartigen Linien oder Streifen; seit der Prähistorie, besonders aber in Mittelalter und Renaissance |
|      | Fleuron                    | Stilisiertes, blatt- oder blütenartiges Motiv, vor allem in der Buchkunst als Schlussornament. |
|      | Godron                     | Randverzierung, bei der bestimmte Zonen eines runden Gefäßes mit radialen, meist schräg gestellten und geschweiften, in einer Rundung endenden Rippen belegt sind. Vor allem in der Goldschmiedekunst.                                                                     |
|      | Groteske                   | Feingliedriges, luftig angeordnetes Gitterwerk aus organischen und architektonischen Formen als Flächenfüllung. Angeregt von antiken Wandmalereien, Höhepunkt in der italienischen Renaissance, Nachwirkungen bis ins 18. Jahrhundert.                                     |
|      | Keltische Knoten           | |
|      | Knorpelwerk                | Auch Ohrmuschelwerk oder Teigwerk. (engl.: auricular style, frz.: style cartilage, niederländisch: Kwab-Ornament). Verschiedene Ornamentvarianten aus der Kunstepoche des Manierismus ab etwa 1600. Teigige oder knorpelige, schwellende und lappig ausschwingende Formen. |
|      | Labyrinth                  | Lineares Schema eines irrgartenählich angelegten Liniensystems. Von ornamentalem Reiz, doch überwiegt meist die symbolische Bedeutung. |
|      | Maßwerk                    | Ursprünglich Architekturelement mit statisch bedingter Linienführung, in der Spätgotik ornamental verselbständigt und variantenreich entwickelt. |
|      | Maureske                   | In gleichmäßiger Verteilung ausgebreitetes Flächenornament aus stilisierten Ranken. Nach maurischem Vorbild in der Renaissance weiterentwickelt, oft mit starkem schwarz-weiß-Kontrast.                                                                                    |
|      | Millefleurs                | Flächiger, dichter Streublumendekor auf Wandteppichen der Spätgotik. |
|      | Palmette                   | Stilisierte Palmenblätter. Eines der häufigsten Ornamentmotive, nicht nur in der europäischen Kunst. |
|      | Pinienzapfen               | Stilisierte Darstellung der Frucht einer Pinie, oft als Skulptur oder Abhängling; seit der römischen Antike. |
|      | Rocaille                   | muschelförmiges, meist asymmetrisches Ornament aus den mittleren Jahrzehnten des 18. Jahrhunderts, namensgebend für das Rokoko |
|      | Rollwerk                   | Plastisch wirkende, sich aufrollende Bandformen, die zum Teil verschränkt und durchgesteckt sind; Manierismus, Frühbarock. |
|      | Rosette                    | Eine stilisierte Rose als dekoratives Rundelement. Auch für radial angeordnete Maßwerkformen. |
|      | Schweifwerk                | C- und S-förmige Schwünge, deren Enden wie Keulen verdickt sind. Zeit: Manierismus zum Frühbarock (ca. 1570–1630) |
|      | Sebka                      | Sich überschneidende Bögen; maurische Architektur. |
|      | Teigwerk                   | Variante des Knorpelwerks, aber noch lappiger. Niederlande und Norddeutschland, um 1590 bis 1680 |
|      | Volute                     | Eine Schneckenform (Spirale); mindestens seit der griechischen Antike, dort prominent in der ionischen Säulenordnung. |